# تفکیک جنسیتی در ایران
جداسازی جنسیتی در ایران یا تفکیک جنسیتی در ایران دارای سابقهٔ طولانی و پیچیده‌است و در دوران مختلف نوسان داشته‌است و پس از انقلاب ۱۳۵۷ ایران تفکیک بین زنان و مردان در فضاهای عمومی، پررنگ‌تر شد.
امروزه در بعضی از مکان‌ها مانند مدارس بین دانش‌آموزان جدایی جنسیتی وجود دارد اما در بعضی از مکان‌ها مثل دانشگاه‌ها جدایی جنسیتی وجود ندارد. جداسازی جنسیتی در مکان‌های عمومی مثل سواحل و استخرهای شنا در قانون تصریح و تکلیف شده‌است، برای زنان در اتوبوس و مترو قسمت‌های جداگانه‌ای قرار داده شده‌است و به مردان اجازه نمی‌دهند وارد سمت زنانه بشوند. در مترو این اقدام مرد، ایجاد مزاحمت برای بانوان تلقی می‌شود و جرم است.
تفکیک جنسیتی در مدارس تنها به دانش‌آموزان محدود نمی‌شود بلکه به معلمان به خصوص مردان نیز در اکثر مواقع اجازه تدریس در مدارس جنس مخالف داده نمی‌شود.
تفکیک جنسیتی به‌گونه‌ای بوده‌است که رابطه دختر و پسر در ایران با گذشت چهار دهه از انقلاب اسلامی همچنان به عنوان یکی از نیمه‌های تاریک روابط اجتماعی خودنمایی می‌کند. عدم شناخت پیش از ازدواج به عنوان از دلایل طلاق در ایران مطرح می شودبه نظر می رسد تفکیک جنسیتی بر کاهش ازدواج و افزایش طلاق اثرگذار است، چرا که امکان شناخت درست دو جنس از یکدیگر را خواهد گرفت.با این وجود در کشور های دارای فرهنگ "روابط دختر و پسر" تعداد طلاق های به مراتب بیش تری صورت می گیرد. صحبت کردن و حتی چت کردن دختر و پسر در ایران باید محدود باشد و دست دادن، لبخند زدن یا بوسیدن مطلقاً ممنوع است . حتی کوچکترین تماس فیزیکی با اعضای غیر خانواده از جنس مخالف ممنوع است به استثنای کودکان. گاه خانواده‌ها نوجوان خود را از هرگونه برخورد با جنس مخالف محروم کرده و آن‌ها را به شدت از این امر بازمی‌دارند زیرا هر گونه ارتباطی با جنس مخالف را برخلاف شرع و گناه می‌دانند. در گذشته مادران در مهمانی‌های زنانه یا حمام‌ها برای پسرانشان همسر انتخاب می‌کردند.
جداسازی جنسیتی علاوه بر آرایشگاه‌های زنانه در لباس‌فروشی‌های زنانه، پارک بانوان، تاکسی بانوان، سواحل، مکان‌های ورزشی دیده می‌شود.

## پیش از انقلاب ۵۷

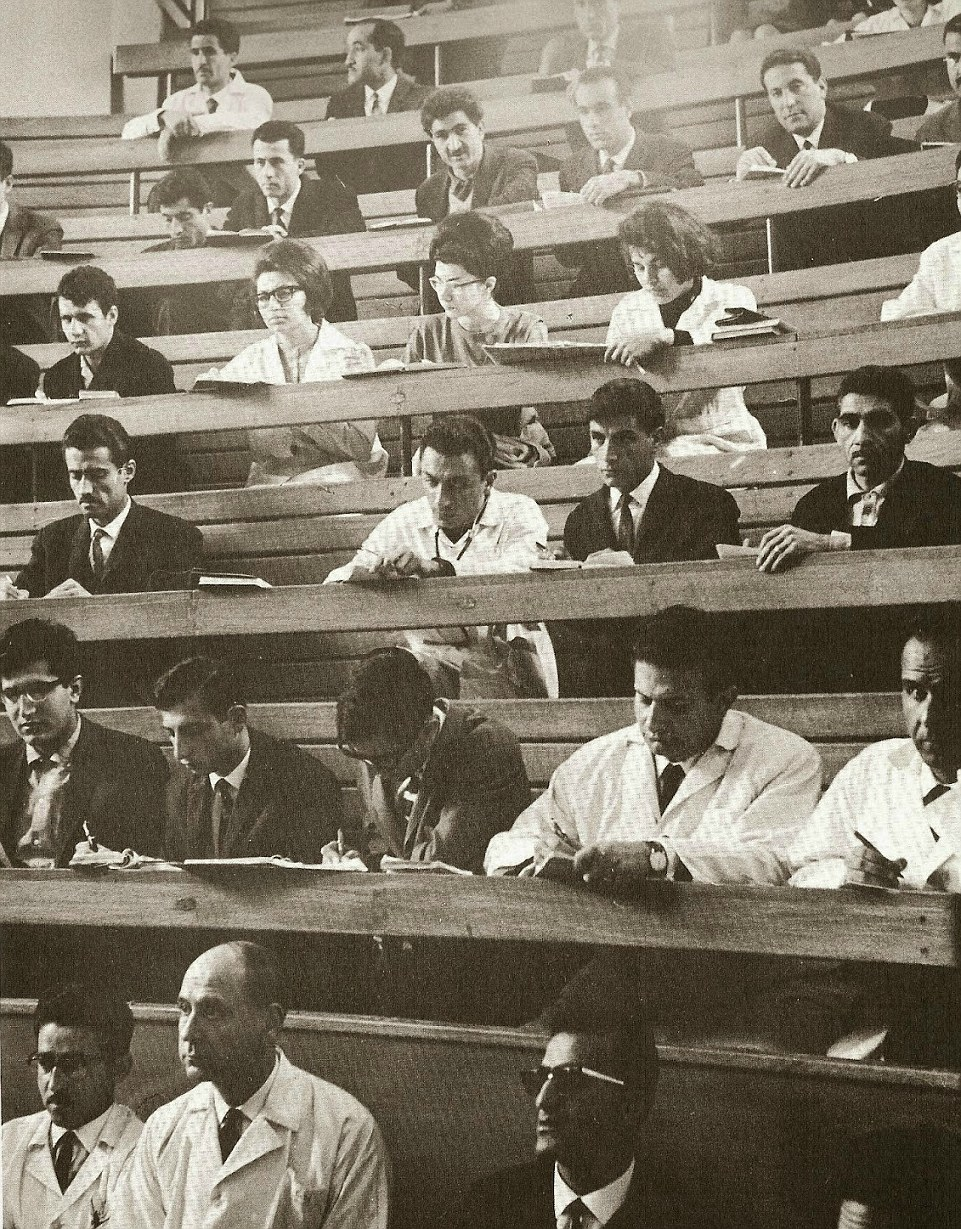
دانشجویان رشته پزشکی در دانشگاه تهران تاریخ

در زمان قاجار تفکیک جنسیتی در ایران وجود داشت. دختران حق رفتن به مدارس را نداشتند یا مردان و زنان در کنار هم و با هم در اماکن عمومی قدم نمی‌زدند و جدا از هم بودند. حتی بعضی از خیابان‌ها متعلق به مردان بوده و در قسمت دیگر زنان حرکت می‌کردند. تفکیک جنسیتی در ایران سابقه‌ای بلندمدت دارد که ریشه‌های آن را می‌توان در فضای اندرونی و بیرونی خانه‌های دوره قاجار و قبل از آن مشاهده کرد. نمونه دیگر این تفکیک باز هم در دوره قاجار در پیاده‌روهای خیابان لاله‌زار تهران دیده شده‌است. این تفکیک به شکلی بوده‌است که یک آژان در خیابان پیاده‌روها را کنترل می‌کرده‌است تا زنان و مردان از مرز مشخص شده‌شان خارج نشوند.
بر اساس سفرنامه پولاک پزشک دربار ناصر الدین شاه، در دوره قاجار از آنجا که مرد قبل از ازدواج نمی‌توانست همسر آینده خود را ببیند (حق انتخاب نداشت) و دختر، حتی بدون دیدن شوهر هم حق انتخاب نداشت بلکه فقط بزرگترها اختیار وی را داشتند، اغلب ازدواجها در اثر وساطت زنان خویشاوند یا دلاله‌ها عملی می‌گشت. به گفته گیتی اعتماد دکترای شهرسازی در قبل از مدرنیته ارتباط بیشتر بین زنان بوده و ارتباط زنان و مردان با یکدیگر دیده نمی‌شود؛ در مدارسی که در آن زمان وجود داشت، دختران و پسران از یکدیگر جدا بودند و مدارس مختلط نداشتیم. زنان اجازه حضور در زورخانه‌ها، قهوه‌خانه‌ها و ورزشگاه‌ها را نداشتند.
رضا شاه علیه جدایی جنسیتی بود، او به دانشگاه تهران دستور داد تا برای اولین بار زنان را ثبت نام کند.

## پس از انقلاب اسلامی ایران

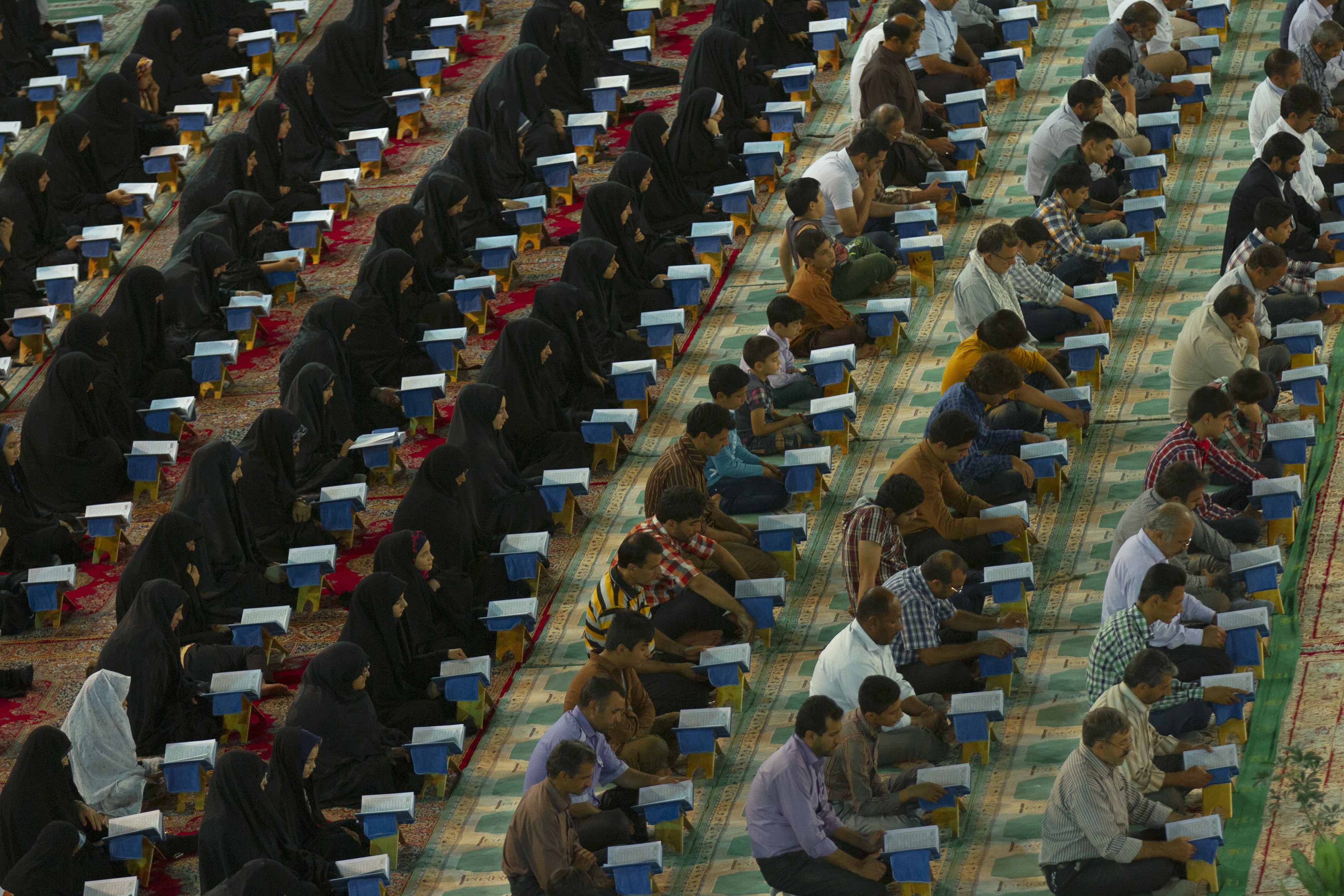
جدایی زنان و مردان در یک مراسم مذهبی واقع در هلال ابن علی شهرستان آران و بیدگل استان اصفهان

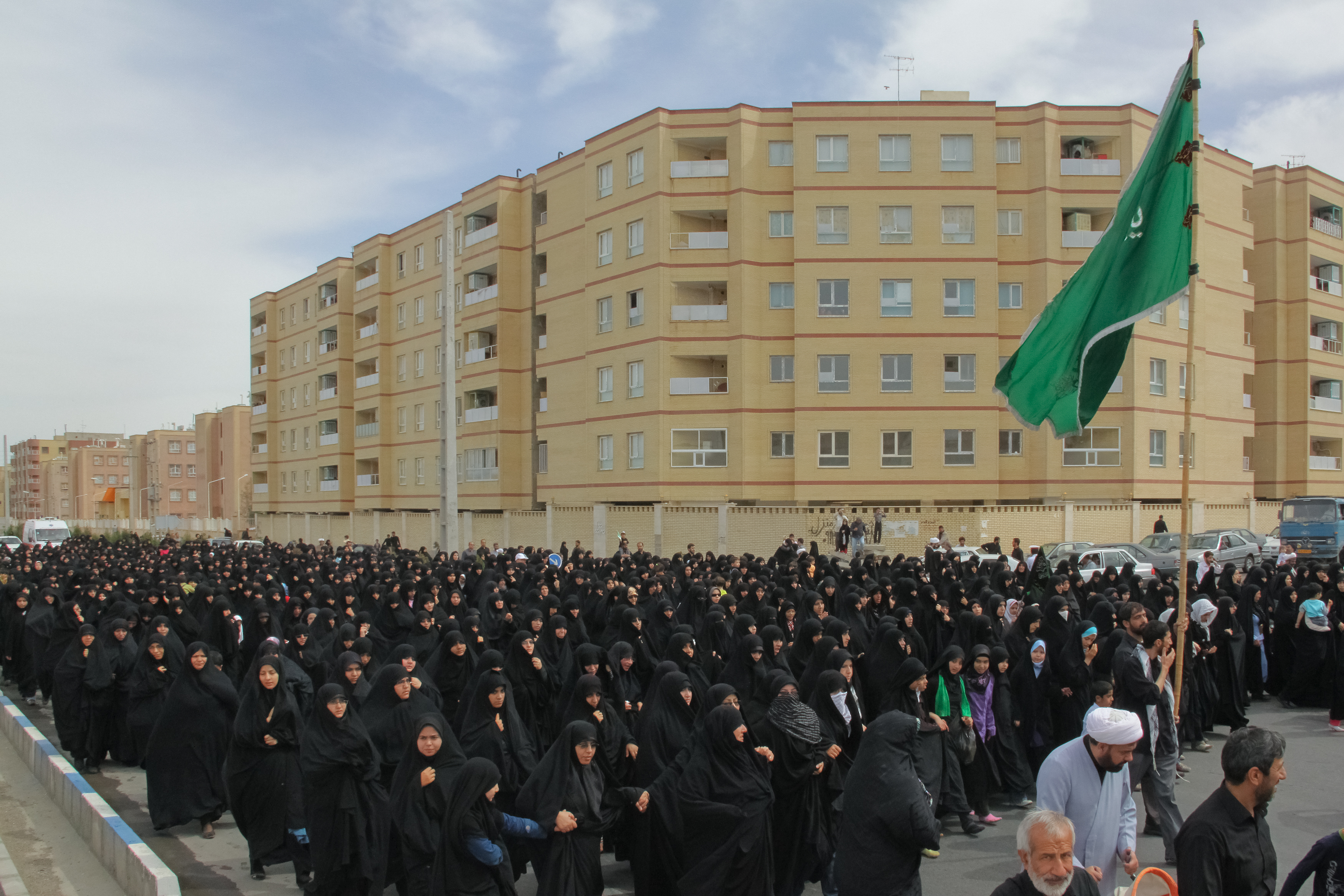
پرچم سبز رنگ به نشانه تفکیک قسمت زنان و مردان در یک مراسم مذهبی در شهر قم

جدایی و تفکیک بین زنان و مردان در فضاهای عمومی، بعد از انقلاب پر رنگ تر شدند جلوگیری از اختلاط در خیلی از مکان‌ها مانند ساحل‌ها، مدرسه‌ها، استخرها، کتابخانه‌ها، آرایشگاه‌ها و سالن‌های ورزشی انجام شد. امروزه بر اساس قوانین، بخش‌های جداگانه‌ای در جلسات سیاسی، کنفرانس‌ها، مراسم ازدواج و تشییع جنازه باید برای زنان و مردان در نظر گرفته شود. در ادارات و سازمان‌ها تفکیک جنسیتی ممکن است در بین کارکنان و دوایر داخلی یک سازمان صورت گیرد، مانند بخش زنان و زایمان یک بیمارستان، یا ممکن است که سازمان به صورت تک جنسیتی تشکیل شود و به وظایف خاص خود در سطح جامعه بپردازد مانند سرای سالمندان بانوان یا آقایان.
به گفته گیتی اعتماد استاد شهرسازی، پس از انقلاب در ایران فضاهای عمومی از نظر محتوا و عملکرد تغییرات چشمگیری پیدا کرد که از مهم‌ترین آن‌ها می‌توان به مسئله جدایی زنان و مردان در عرصه‌های مختلف اشاره کرد. برای نمونه از اوایل انقلاب صحبت جدایی دخترها و پسرها در دانشگاه‌ها مطرح شد که البته به گفته عروس خمینی این موضوع با اعتراض ایشان مواجه شده‌است؛ ولی بعداً این موضوع به نوعی ادامه پیدا کرد و ما شاهد کشیدن پرده و جدا کردن قسمت زنان و مردان بودیم. همچنین در مکان‌هایی مثل سینماها یا در اتوبوس و قطارها، صندلی‌های خانم‌ها و آقایان جدا شد. امروزه دیگر صندلی سینماها، تفکیک جنسیتی نمی‌شود.
در کشور ایران آزادی روابط دختر و پسر مقبول نیست و این موضوع مورد تأیید همه جناح‌های اعتقادی و سیاسی می‌باشد. با این حال در یکی از قدیمی‌ترین و سنتی‌ترین حالت پذیرش این رابطه صرفاً تحت کنترل و نظارت یکی از اعضای خانواده تا منتج شدن به ازدواج، قابل قبول است. این نگرش اعتقاد دارد که دختر و پسر باید قصدشان را بر ازدواج قرار بدهند ولی تا وقتی ازدواج نکرده‌اند حق ندارند رابطه داشته باشند مگر به شرط اطلاع خانواده‌ها و آن هم به صورت تحت کنترل خانواده.
جامعهٔ ایرانی- اسلامی همواره برای استحکام نهاد خانواده در تلاش بود تا افراد را از دوستی دختر و پسر قبل از ازدواج برحذر دارد با این دید که می‌تواند بر خانواده آثار زیانباری داشته باشد. رابطه دختر و پسر در ایران با گذشت سه دهه از انقلاب اسلامی همچنان به عنوان یکی از نیمه‌های تاریک روابط اجتماعی خودنمایی می‌کند و به صورت یک کلاف سردرگم درآمده‌است و راهی برای خروج از ابهام در این روابط وجود ندارد. همچنین وجود برخی از خط قرمزها سبب شده‌است این موضوع به صورت عیب و تابو درآید. در حال حاضر موقعیت‌های اجتماعی مناسب نه در جامعه و خانواده‌ها برای ارتباط دختر و پسر وجود ندارد و شرایط درخور برای روابط سالم در محیط‌های آموزشی به هیچ وجه وجود ندارد. اشکال اساسی‌تر عدم پذیرش این واقعیت در جامعه می‌باشد.
در سال ۱۳۹۰ اسماعیل احمدی‌مقدم با رد دخالت پلیس در رابطه دختر با پسر اظهار داشت: در ارتباط دختر و پسر دخالت نمی‌کنیم و از سایتی که خبر کذب فعالیت گشت نسبت را منتشر کرده بود شکایت کردیم.

### مکان‌های عمومی

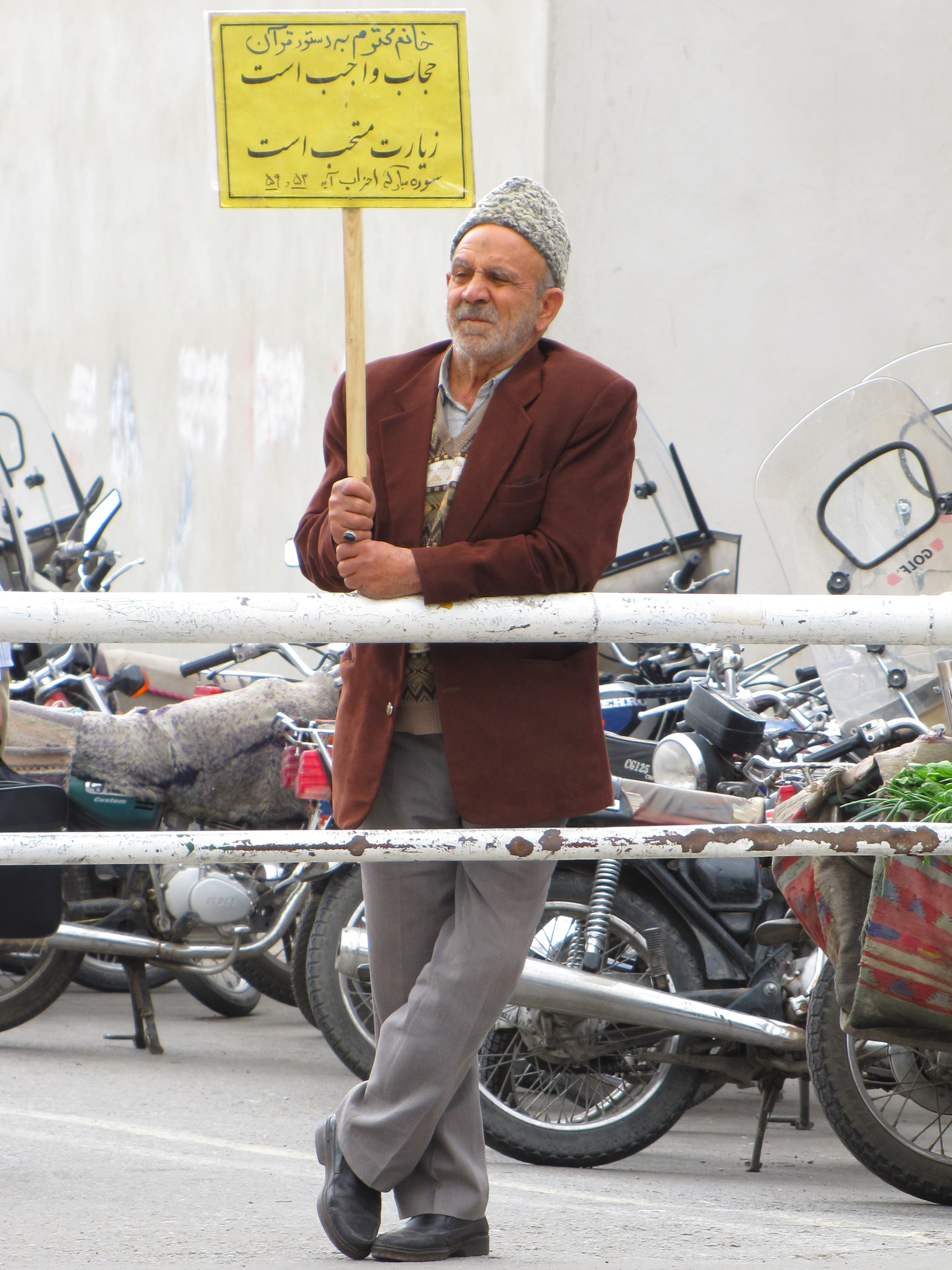
یک پیرمرد در حاشیه حرم فاطمه معصومه با تابلویی در دست که حجاب اسلامی را تبلیغ میکند. (بر روی تابلو درج شده: خانم محترم، به دستور اسلام حجاب واجب است، زیارت مستحب) فروردین ماه ۱۳۸۸

پس از انقلاب جدایی جنسیتی در مکان‌های عمومی مثل سواحل و استخرهای شنا در قانون تصریح شد و تکلیف شد. یکی از کارهای کمیته در آن سال‌ها، برخورد با عروسی‌هایی بود که در باغ‌ها گرفته می‌شد و همراه با ارتباط آزادانه زن و مرد بود. جدایی جنسیتی باعث می‌شود تا افراد در مکان‌های مختلف با جنس مخالف خود سروکار نداشته باشند و هنگامی که وارد اجتماع شده و با یکدیگر روبرو می‌شوند، دچار وسوسه می‌شوند و برای اینکه شهوت خویش را ارضا کنند اقدام به متلک گویی، آرایش غلیظ، هرزه پرانی یا اقدامات مشابه می‌کنند.
گیتی اعتماد استاد شهرسازی معتقد است در مقابل تفکیک‌ها و جداسازی‌هایی که در چند دهه اخیر رخ داده‌است شاهد عکس‌العمل‌هایی بوده‌ایم مثلاً به علت اینکه در جنوب شهر محدودیت‌ها بیشتر است و در شمال شهر آزادی‌ها بیشتر، دختران و پسران قرارهای ملاقات خود را در شمال شهر می‌گذارند.
اغلب حامیان جداسازی فضاهای عمومی، در توجیه اقدامات خود بیان می‌کنند، تجربه حضور زنان در بسیاری از فضاهای عمومی مانند پارک‌ها نشان داده‌است، که آنها در موارد بسیاری مورد مزاحمت و بعضاً اذیت و آزار برخی افراد جنس مخالف خود قرار گرفته‌اند و در مقابل حضور در فضاهای صرفاً زنانه برای آنها امنیت ایجاد کرده و آنها را از آسیب دیدن از جنس مخالف مصون می‌دارد.

### سواحل دریا

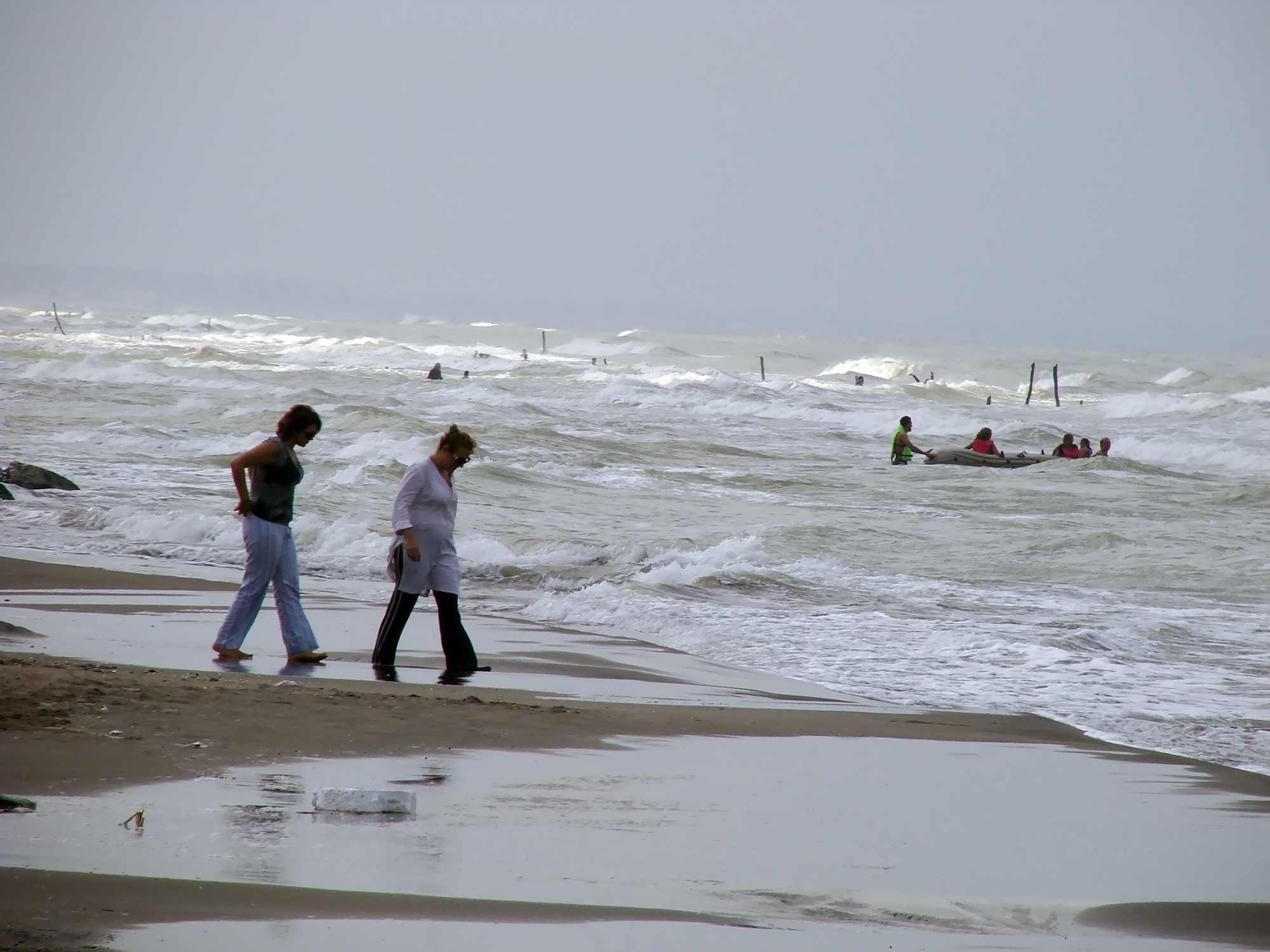
زنان ایرانی در ساحل محمود آباد استان مازندران، بی توجه به طرح تفکیک جنسیتی و حجاب اجباری در ایران، سال ۱۳۹۶

در سال ۱۳۵۸ طرح تفکیک شنای زنان و مردان در شهر بندر انزلی انجام شد تا دریا دیگر طاغوتی نباشد. فرماندار انزلی ابوالقاسم حسین‌جانی گفت: طرح ما با تأیید و پشتیبانی اکثریت مردم روبه‌رو شده‌است و البته مخالفینی هم داشته‌ایم که نه حرفشان منطقی است و نه مخالفتشان جدی! البته یک راهپیمایی نیز در مخالفت با ما انجام گردید که در برابر چندین راهپیمایی نیز در تأیید طرح جداسازی زنان و مردان صورت گرفت.
ابوالقاسم حسین‌جانی بدون توجه به نظر مردم شهر که راهپیمایی‌هایشان تا ۳ ماه ادامه داشت، اقدام به تفکیک ساحل دریا به قطعات دویست متری نمود که با ۳ نوع تابلو با این عناوین جدا می‌شدند: «مخصوص شنای خواهران»، «مخصوص شنای برادران» و «شنا ممنوع»
سید روح‌الله خمینی در روز ۷ تیر ۱۳۵۸ در جمع طلاب مدرسه فیضیه قم گفت: اسلام جلوی شهوات را می‌گیرد؛ اسلام نمی‌گذارد که لخت بروند توی این دریاها شنا کنند. پوستشان را می‌کند! … مسلمانند مردم. نمی‌گذارند زنها و مردها با هم داخل هم بشوند و توی دریا بریزند و به جان هم بیفتند.
اجرای تفکیک جنسیتی در دریا پس از دو دهه با مشکلاتی مواجه شد و در سال ۱۳۹۴ سیف‌اله فرزانه از مسئولان شهرستان محمودآباد مازندران با اعلام اینکه افزایش ساخت و ساز آپارتمان باعث کاهش طرح‌های زنانه به نسبت مردان می‌شود گفت در شهرستان ۱۰ طرح مردانه و ۴ طرح زنانه داریم.

### معماری خانه‌ها
تفکیک جنسیتی در فضاهای معماری از دیرباز به‌خصوص از دیدگاه‌های دینی و متعصبانه مطرح و بیشتر برای حفاظت از زن در برابر نامحرمان بوده‌است. یکی از ویژگی‌های بارز معماری اسلامی ـ ایرانی وجود فضاهایی برای حفظ حدود شرعی محرم و نامحرم است؛ چنانچه «حریم» و «هشتی» در خانه‌های قدیمی حرمت درون و بیرون خانه را حفظ می‌کرد. وجود هشتی در خانه‌های قدیمی ایرانی که به نحوی مرز میان خلوت و جلوت یا حریم و فضای خارج از خانه را شکل می‌داد، به عنوان یکی از اصول خانه‌سازی، با فضا و راهروهای پیچ درپیچ مانع نگاه اغیار به داخل منزل می‌شد. در معماری سنتی ایران، پوشیدگی درونی خانه به گونه‌ای بود که خانواده هیچ‌گاه در معرض دید مهمانان نامحرم قرار نمی‌گرفتند و فضاهای خصوصی خانه همچون آشپزخانه، سرویس‌ها و اتاق‌های استراحت را که معمولاً خانم‌ها بیشتر استفاده می‌کردند طوری طراحی می‌شد که در معرض دید عموم نباشند.

### اتوبوس و مترو
برای زنان در اتوبوس و مترو قسمت‌های جداگانه‌ای قرار داده شده‌است و به مردان اجازه داده نمی‌شود وارد سمت زنانه شده و کنار زنان بنشینند. مدیر عامل مترو تهران در سال ۱۳۹۳ گفت: عوامل مستقر در ایستگاه‌ها و عوامل انتظامی مترو به جد مانع از ورود آقایان به واگن خانم‌ها می‌شوند و داخل قطارها نیز بین واگن بانوان و واگن عمومی، سازه‌هایی تعبیه شده که امکان تردد وجود ندارد. بر اساس آئین‌نامه‌های شرکت بهره‌برداری مترو تهران و حومه، حضور آقایان در واگن‌های بانوان ممنوع است و بر اساس قانون مجازات اسلامی چنانچه خانمی به این موضوع اعتراض کند و این اقدام فرد، ایجاد مزاحمت برای بانوان تلقی شود، جرم بوده و برخورد قضایی در دستور کار عوامل انتظامی مستقر در مترو قرار می‌گیرد.
طبق بخشنامه‌های جدید نشستن زنان پشت سر راننده اتوبوس در جاده‌ها قدغن است و راننده مرد توسط پلیس جریمه می‌شود.

### منطقه
در سال ۱۳۹۵ شهرداری تهران قصد داشت با هدف تفکیک جنسیتی، فضایی با نام پاتوق‌های ویژه دختران یا همان شهردخت‌ها ایجاد کند. قرار بود دو شهردخت در منطقه ۱ و ۳ در نزدیکی دانشگاه‌های الزهرا و شهید بهشتی در شش‌ماهه اول سال ۹۶ راه‌اندازی شود.

### مهد کودک
در سال ۱۳۹۰ وزارت آموزش و پرورش با ارسال بخشنامه‌ای اعلام کرد: اختلاط نوآموزان دختر و پسر در کلاس‌های پیش‌دبستانی و مهدهای کودک ممنوع است.

### مدارس پسرانه

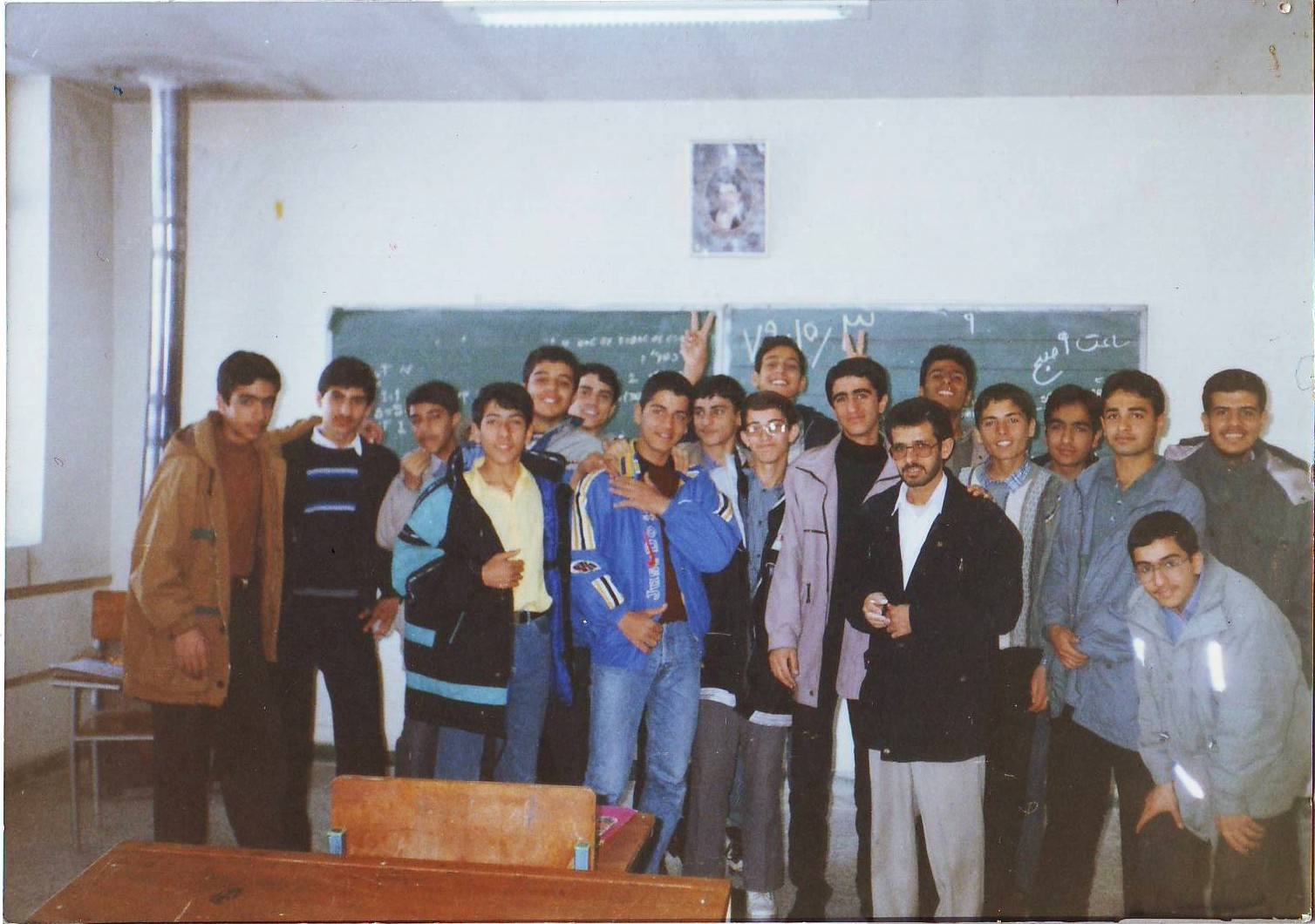
یک دبیرستان پسرانه در ازنا

در مدارس پسرانه هیچ دختری حضور ندارد و به‌طور کامل از پیش‌دبستانی تا دبیرستان، پسر و دختر از هم جدا هستند. از نخستین سال‌های پیروزی انقلاب ۱۳۵۷ برای تمام دانش‌آموزان تفکیک جنسیتی انجام شد که این موضوع آموزشگاه‌های ابتدایی را نیز شامل می‌شد. اما تفکیک جنسیتی معلمان به دلیل آنچه که آموزش و پرورش آن را کمبود نیروی انسانی نامید سبب شد زنان در مدارس راهنمایی و دبیرستان پسرانه به تدریس نپردازند و سبب افزایش حضور آن‌ها در آموزشگاه‌های ابتدایی پسرانه گردید.
در ایران مسائل جنسی به هیچ عنوان به دانش‌آموزان آموزش داده نمی‌شود در دبیرستان‌ها معمولاً به مطالبات دانش‌آموزان از طریق تشویق آنان به تقوا و رعایت واجبات دینی پاسخ داده می‌شود. آموزش‌های جنسی جزو خط قرمزهای جامعه ایرانی بوده‌است و دختر و پسری که از ۱۴–۱۵ سالگی نیاز جنسی داشتند حق دانستن هیچ اطلاعاتی در این رابطه را نداشتند تا آن که ازدواج کنند.
محمدحسین خانی و محسن محمدی در مقاله خود نتیجه‌گیری کردند دانش‌آموزانی که در مدارس تک جنسیتی هستند در مقایسه با دانش آموزانی که در مدارس مختلط هستند، پیشرفت تحصیلی بهتری دارند.
در سال ۱۳۹۶ در شیراز دو نوجوان در سن ۱۵ سالگی به اتهام تجاوز بازداشت شده و اعدام شدند. گزارش این اعدام مخفیانه نخست توسط عفو بین‌الملل منتشر شد عفو بین‌الملل این اقدام را به عنوان «اوج بی اعتنایی مقام‌های ایرانی به قوانین بین‌المللی و نقض بی رحمانه حقوق کودکان» محکوم کرد.
در سال ۱۳۹۸ در یک مدرسه بین‌المللی در مشهد دانش‌آموزان پسر و دختر به صورت مختلط در حیاط مدرسه و کلاس درس حضور پیدا می‌کردند و اغلب دانش‌آموزان، غیرایرانی و اتباع بیگانه بودند. بلافاصله موضوع مختلط بودن این مدرسه را به حاجی‌بابایی وزیر آموزش و پرورش اطلاع دادند و از ادامه فعالیت این مدرسه به شکل مختلط جلوگیری به عمل آمد.

### مدارس دخترانه
تفکیک جنسیتی در مدارس دخترانه به دانش‌آموزان محدود نمی‌شود بلکه به مردان اجازه حضور در این مدارس داده نمی‌شود. در مقاطعی تدریس دبیران مرد در مدارس دخترانه ممنوع اعلام شده و هنوز مردان ممنوع می‌شوند که سبب شده‌است بین مردم و مجلس با دولت مناقشاتی به وجود بیاید. مثلاً پس از آنکه حسین هراتی معاون پرورشی وزارت آموزش و پرورش خبر از حذف دبیران مرد از آموزشگاه‌های دخترانه داد و دلیل آن را «سهولت ارتباط دانش‌آموز و معلم» اعلام کرد، نماینده‌های مجلس با استناد به دغدغه‌های اولیای دانش‌آموزان نسبت به آن واکنش نشان دادند. هاجر نیک صفت یکی از نمایندگان که به طرح حذف دبیران مرد از مدارس دخترانه معترض بود گفت: «برای خانواده‌ها زن یا مرد بودن اهمیت ندارد و نبایستی در این مورد تصمیم عجولانه‌ای گرفت.»
اداره کل آموزش و پرورش شهر تهران ۲۱ دی ماه ۱۳۹۲ با صدور یک بخشنامه، عدم اجرای ابلاغ پیشین این اداره در خصوص فعالیت آموزگاران مرد در کلاس‌های کنکور دبیرستان‌های دخترانه اعم از دولتی و غیردولتی را یادآوری نمود. بطحائی وزیر آموزش و پرورش گفت: در جایی که معلم مرد در مدرسه دخترانه داریم از حیث اجرای درس تربیت بدنی با مشکل مواجهیم.

### جلسه آزمون
در آزمون‌های مختلف از جمله کنکور تفکیک جنسیتی شرکت‌کنندگان به‌طور کامل انجام می‌گیرد و اگر داوطلبی هنگام ثبت‌نام کد جنسیت خود را اشتباه وارد کند در این موارد نمایندگان حوزه امتحانی باید برای این داوطلب اتاق یا مکان دیگری را در نظر بگیرند.

### دانشگاه

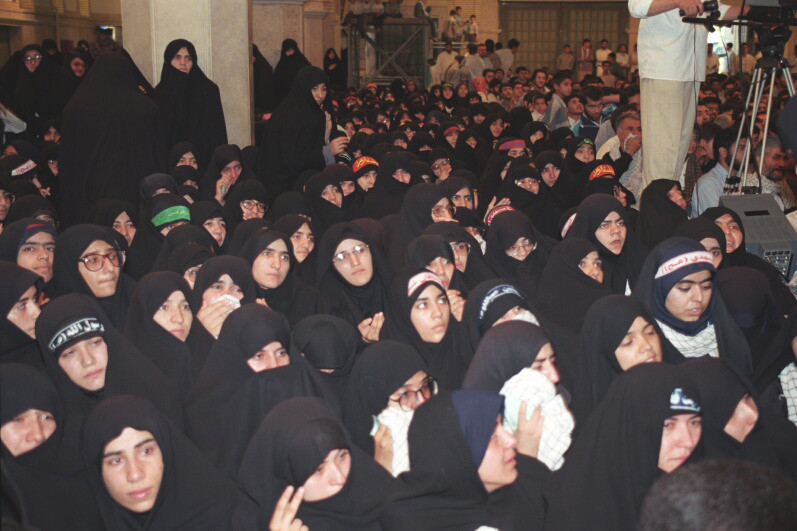
جداسازی جنسیتی دانشجویان بسیجی در یک مراسم سخنرانی

معمولاً در دانشگاه‌ها جدایی جنسیتی وجود ندارد. با این حال بر اساس بند اول آئین‌نامه حفظ حدود آداب اسلامی در دانشگاه‌ها مصوب شورای عالی انقلاب فرهنگی، دانشجویان زن و مرد لازم است در کلاس‌های درس در دو ردیف جداگانه بنشینند. وزیر علوم کامران دانشجو در سال ۱۳۹۰ با اشاره به این موضوع گفت: «برخی می‌گویند حالا در دانشگاه از اختلاط زن و مرد جلوگیری کردید، کوچه و خیابان را که دانشجویان دختر و پسر با هم هستند چه کار می‌کنید. مگر من متولی کوچه و خیابان و پارک هستم و اصلاً چرا دانشگاه را با کوچه و خیابان و پارک مقایسه می‌کنند.»
در سال ۱۳۹۱ هنگامی که عده‌ای سعی کردند با طرح اسلامی کردن دانشگاه‌ها تفکیک جنسیتی به وجود بیاورند محسن قرائتی رئیس ستاد نماز به این طرح اعتراض کرد و گفت: من کاری به قانون ندارم، اینکه در دوره ابتدایی، راهنمایی و دبیرستان دختر و پسرها مجزا درس می‌خوانند و ناگهان این ۴ میلیون و ۷۰۰ هزار نفر دختر و پسر را با هم قاطی می‌کنیم، حال کمیسیون اسلامی کردن دانشگاه را تولید کردیم و وزیر و چند تا رئیس دور هم جمع می‌شوند، به کجا می‌رویم!؟
در سال ۱۳۹۵ سید طه هاشمی معاون فرهنگی دانشگاه آزاد اسلامی با بیان اینکه در دانشگاه‌های دولتی و غیردولتی معمولاً یک‌سری اردوهای فرهنگی و علمی تشکیل می‌شود، اظهار کرد: آتش اردوهای مختلط هم از همین‌جا بلند شده‌است. وی گفت: «دانشگاه محل علم و دانش است و اگر موضوع تفکیک جنسیتی نتیجه دهد، باید در دستور کار قرار گیرد.» با این حال وی دربارهٔ برگزاری مراسم ازدواج دانشجویی که با تبلیغات بسیاری در دانشگاه‌ها برگزار می‌شود توضیحی نداد. از سوی دیگر بسیاری از صاحبنظران و استادان دانشگاه تفکیک جنسیتی را توهین آشکاری به دانشجو و شان محیط علمی دانستند.
ظاهراً در دانشگاه‌ها تفکیک جنسیتی وجود ندارد اما ریشه‌های فکری تفکیک جنسیتی در ایران به حدی شدید است که مکان‌های مختلف درون مجموعه دانشگاه را جداسازی می‌کنند مثل در ورودی
، سلف‌سرویس، نمازخانه، سرویس اتوبوس، بوفه، خوابگاه، … این تفکیک‌های جنسیتی معمولاً پس از انقلاب ۱۳۵۷ ایران رخ داده‌است.
دانشگاه فرهنگیان که در سال ۱۳۹۰ تأسیس شد از جمله دانشگاه‌های مطرح کشور است که در آن قانون تفکیک جنسیت اعمال شده‌است و دانشجویان دختر و پسر در مراکز کاملاً جداگانه به تحصیل می‌پردازند. انسیه خزعلی رئیس دانشگاه تک‌جنسیتی الزهرا تخلفات کم، اتخاذ سیاست‌های ضد تبعیض و ایجاد برابری حقوق کارمندان را از جمله ویژگی‌های مثبت دانشگاه‌های تک جنسیتی دانست. وی ادعا کرد امروزه دانشگاه‌های دنیا به سمت تک جنسیتی شدن حرکت می‌کنند. در سال ۱۳۹۲ به تعداد ۲۷ مرکز آموزش عالی تک جنسیتی در ایران ایجاد شد که از بین آن‌ها ۱۳ دانشگاه و مرکز ویژه دختران و ۴ دانشگاه و مرکز مخصوص پسران بود.
بر اساس بخشنامه وزارت علوم هیچ‌گونه اردوی مختلطی حتی در قالب اردوی علمی نباید توسط دانشگاه برگزار شود اما این بخشنامه معمولاً توسط دانشگاه‌ها نادیده گرفته می‌شود و برگزاری چنین اردوهای مختلطی رو به افزایش است.

### کتابخانه‌ها
بسیاری از کتابخانه‌ها در ایران از نظر جنسی، تفکیک شده‌اند به علاوه کتابخانه صدیقه دولت‌آبادی تک‌جنسیتی است. یک کتابخانه تخصصی زنان که از سوی یک سازمان غیردولتی در سال ۱۳۸۳ تأسیس شده‌است. تأسیس این کتابخانه با تأسیس جایزهٔ صدیقه دولت‌آبادی همزمان بود.

### کتاب‌ها
بعضی از کتاب‌های درسی در مدارس ایران تفکیک جنسیتی شده‌است. همچنین ممیزی‌های وزارت ارشاد برای کتاب‌های داستان فقط در صورت تفکیک جنسیتی قابل قبول است و کتاب‌هایی که از نظر وازرت ارشاد ترویج سبک زندگی غیراخلاقی و ترویج روابط خارج از شرع و عرف باشد غیرمجاز اعلام می‌شود. فرزانه کرم‌پور در سال ۱۳۹۶ از مجوز ندادن به داستانش خبر داد به دلیل اینکه قاتل مرد بوده و دستش را روی گلوی یک زن گذاشته تا او را خفه کند.

### کارکنان شهرداری تهران
محمدباقر قالیباف شهردار تهران یکسال پس از آنکه که نامش به عنوان رقیب انتخاباتی حسن روحانی بر سر زبان‌ها افتاد، دوباره نامش با طرح تفکیک جنسیتی در شهرداری تهران بر سر زبان‌ها افتاد. طرح تفکیک جنسیتی کارکنان به قدری ناگهانی بود که بسیاری را به شوک فرو برد. ابتدا وزارت کار و تعاون و رفاه اجتماعی طی نامه‌ای به شهرداری تهران نسبت به موضوع واکنش نشان داد. شهرداری تهران نیز در پاسخ به نامه قائم مقام وزارت تعاون، کار و رفاه اجتماعی پای غیرت دینی را به میان کشید و گفت: تکریم مقام زن لازم نیست با کنوانسیون‌های جهانی هماهنگ باشد. شهردار تهران مدعی شد قصد جلوگیری از اشتغال زنان را ندارد اما کار کردن زنان در کنار مردان جز بی‌غیرتی دینی چیزی نیست.
سید شهاب‌الدین چاوشی معاون سیاسی اجتماعی استانداری تهران نیز با بیان این که طرح تکریم بانوان عملاً در استانداری تهران اجرا می‌شود اظهار داشت طرح تفکیک جنسیتی در ادارات یک اقدام جدید نیست و سال‌های پیش در ادارات وجود داشته‌است. پس از این رویداد معاون بین‌الملل وزارت کار محمدتقی حسینی بخشنامه تفکیک جنسیتی را که طرح تکریم بانوان نامیده می‌شد مغایر با کنوانسیون‌های بین‌المللی دانست. این اقدام موجی از انتقادها را به وی برانگیخت و سبب شد شهرداری، وزارت کار را به بی‌غیرتی دینی متهم کند.
به نظر می‌رسد کسانی که ادعا می‌کنند با جدا کردن زن و مرد در دانشگاه‌ها، اداره‌ها و سازمان‌ها، به دنبال کاهش آسیب‌های اجتماعی، تحکیم بنیاد خانواده و … هستند، بیش از حل مسئله به دنبال پاک کردن صورت مسئله هستند.
در اردیبهشت ۹۶ حسن روحانی کاندیدای ریاست جمهوری در جمع هواداران خود در همدان در اشاره به قالیباف شهردار تهران که دوباره نامزد ریاست جمهوری شده بود گفت: شما آن‌ها را نمی‌شناسید من آن‌ها را می‌شناسم. آن‌ها روزی در جلسه‌ای تصمیم گرفتند که در تهران و در پیاده‌رو دیوار بکشند. آن‌ها می‌خواستند پیاده‌رو زنانه و مردانه ایجاد کنند، همان‌طور که در محل کارشان بخشنامه تفکیک جنسیتی را ایجاد کردند.

### کنسرت
در مرداد ۱۳۹۳ کنسرت «محسن یگانه» که قرار بود در ارومیه برگزار شود، به دلیل عدم رعایت طرح تفکیک جنسیتی لغو شد. این رویداد مدیر کل دفتر موسیقی وزارت ارشاد را به واکنشی تند واداشت: «هر گونه تفکیک جنسیتی در کنسرت‌ها مورد تأیید ما نیست و در شان مردم ایران محسوب نمی‌شود. چون ما موظفیم به ساحت خانواده‌های ایرانی احترام بگذاریم. ما معتقدیم یکی از سالم‌ترین محیط‌ها، سالن‌های کنسرت است. اگر قرار باشد کنسرتی با تفکیک جنسیتی برگزار شود اصلاً آن کنسرت را برگزار نخواهیم کرد.»
ارومیه تنها شهری نبود که به دلیل تفکیک جنسیتی مانع برگزاری کنسرت شد؛ به دنبال سخنان امام جمعه مشهد دربارهٔ برگزار نشدن کنسرت در این شهر که گفته بود: «کنسرت می‌خواهی، از مشهد برو» برخی چهره‌های سیاسی مانند علی مطهری از لزوم ورود نکردن ائمه جمعه به حوزه‌های اجرائی سخن گفتند. امام جمعه سیرجان نیز از وزارت ارشاد انتقاد کرد و گفت: «نباید صدور مجوز اجرای کنسرت بر عهده این وزارت باشد و این کار مراجع تقلید است که مخالف برگزاری کنسرت‌های مختلط و گناه‌آلود هستند؛ بنابراین من از همین تریبون اعلام می‌کنم کنسرت و اجرای آن کار فرهنگی نیست و حرف دل مردم این شهرستان این است که ما این‌گونه کنسرت نمی‌خواهیم و مخالف اجرای آن به این سبک بی‌برنامه هستیم».
احمدی مقدم فرمانده نیروی انتظامی در سال ۱۳۹۳ گفت: «هیچ طرحی برای تفکیک جنسیتی در کنسرت‌ها نداریم و به پلیس مربوط نیست که افرادی که در کنسرت حضور دارند چه نسبتی با یکدیگر دارند.»

### عروسی
در سال‌های ۱۳۶۲ و ۱۳۶۳ و ۱۳۶۴ در باغ‌ها خیلی عروسیهای نو و مفصل گرفته می‌شد که البته سروکارشان با دادگاه و کمیته و منکرات و… بود. در اکثر نقاط ایران مراسم عروسی با تفکیک جنسیتی برگزار می‌شود اما در مناطقی مثل سقز مراسم عروسی همراه با اختلاط بود. در سال ۱۳۹۲ اداره اماکن سقز، دستوری مبنی بر تفکیک جنسیتی سالن‌های عروسی این شهر، صادر کرد و علی‌رغم این دستور افکار عمومی، این موضوع را به دلیل سنت‌ها نپذیرفت، چراکه اصرار بر دیوار کشیدن بین زنان و مردان حکایت از نگرشی متضاد یا ناآشنا با سنت و فرهنگ منطقه دارد.
امروزه با وجود آنکه برگزاری عروسی مختلط یکی از عناوین جرم به حساب می‌آید اما مهیا ساختن باغ‌هایی با صاحبان میلیاردر، عنوان جرم را از ذهن خانواده‌ها کمرنگ کرده به‌طوری‌که تعداد باغ‌هایی که در شهرهای بزرگ برای برگزاری عروسی‌های مختلط داده می‌شود افزایش‌یافته‌است.

### بیمارستان
موضوع تفکیک جنسیتی بیمارستان‌های کشور برای نخستین بار در مجلس پنجم در شرایطی مطرح شد که مرضیه وحید دستجردی که در آن زمان نماینده مجلس بود از طراحان و طرفداران این طرح بود. در آن زمان این طرح ناکام ماند اما بار دیگر در سال ۱۳۸۵ در هیئت دولت مطرح و تصویب شد. بیمارستان مهدیه به عنوان اولین بیمارستان تخصصی و فوق تخصصی ویژه زنان با همین سیاست فعالیت مجدد خود را در سال ۸۶ از سر گرفت. گفته می‌شود طرح ایجاد بیمارستانهای ویژه بانوان از ابتدای انقلاب تاکنون چندین بار مورد بررسی قرار گرفته که به دلیل کمبود پزشکان متخصص زن و کمبود نیروی انسانی در رشته‌های مختلف پزشکی و پیراپزشکی به نتیجه نرسیده‌است. در سال ۱۳۹۶ نصرالله پژمان‌فر خواستار اعمال تفکیک جنسیتی در حوزه‌هایی فراتر از «زنان و زایمان» در بیمارستان‌ها شد و در استیضاح وزیر بهداشت از او دربارهٔ با به‌کارگیری پزشک مرد برای زنان این سؤال را پرسید: «خدمات دهنده و هم خدمات گیرنده در مسیری قرار گرفته‌اند که در جهت عادی‌سازی گناه است بنده سؤال کردم اینکه فرهنگ شده پزشک محرم است یعنی چه؟». در این استیضاح پاسخ وزیر بهداشت این بود که «در حوزه درمان و جراحی، تفکیک جنسیتی وجود ندارد و بیماران آزاد هستند که پزشکان مرد یا زن را انتخاب کنند.»
هاشمی رفسنجانی نیز دربارهٔ این سخت‌گیری‌ها گفته بود: می‌خواستند زنان و مردان را از هم جدا کنند و حتی سراغ درمان رفتند و گفتند که طبیب زن برای زن و طبیب مرد برای مرد باشد. او نظرش بر این بود که این سخت‌گیری‌ها نتیجه عکس می‌دهد و اگر آن را رسمی کنیم برای جامعه مخصوصاً در زن‌ها و جوان‌ها حالت فرار درست می‌شود.
پروانه مافی گفته‌است احداث بیمارستان‌های تفکیک شده به‌طور روشن به معنای حصارکشی و تفکیک فضای جنسیتی است که اتفاقی مثبت و خوشایند به نظر نمی‌رسد زیرا تجربه زیست بشر نشان می‌دهد که دو جنس زن و مرد به تعامل با یکدیگر نیاز دارند.
علاوه بر این نظام پزشکی ایران، سیاستی را در پیش گرفته‌است تا با افزایش تعداد دانشجویان پزشکی مؤنث در دو دهه آینده تفکیک جنسیتی را افزایش دهد. تغییرات جنسیتی انجام شده در آموزش پزشکی می‌تواند چالش‌هایی را به همراه داشته باشد از جمله اینکه حق انتخاب پزشک زن یا مرد از زنان گرفته شود. در حال حاضر این حق برای بیماران زن وجود دارد ولی بیم این وجود دارد که در آینده آن‌ها مجبور باشند فقط به پزشکان هم‌جنس مراجعه کنند. هیچ مردی در ایران برای تخصص زنان و زایمان آموزش نمی‌بیند و این رشته تک‌جنسیتی شده‌است.

### بانک و عابربانک
محمودرضا خاوری در دولت محمود احمدی‌نژاد تعدادی بانک زنانه تأسیس کرده بود و رئیس وقت اداره امور شعب استان خراسان رضوی در مراسم افتتاحیه‌اش، آن را «شاخص‌ترین طرح ابداعی تاریخ بانکداری کشور» خوانده بود. این بانک‌ها پس از اندک مدتی آرام و بی‌سروصدا تعطیل شدند و کرکره‌هایشان را پایین کشیدند. زنانی هم که در آن مشغول به کار بوده‌اند یا بازخرید شده یا به شعب عادی بانک منتقل شدند. این بانک‌ها که همه کارمندانش زن بودند به بانک‌هایی تبدیل شده بودند که کارمندان زن داشت ولی بیشتر مراجعه‌کنندگانش مرد بودند!
اقدام به تفکیک جنسیتی حتی در بعضی از عابربانک‌ها نیز دیده شده است. در سال ۱۳۹۶ رسانه‌ها از تفکیک جنسی در عابربانک یک بانک خصوصی خبر دادند.

### پارک‌های ویژه زنان
در سال‌های اخیر در ایران یکی از راهکارهای ایجاد امنیت زنان و دختران ایجاد فضاهای زنانه بوده‌است. جایی که زنان به صورت محفوظ و کنترل شده بتوانند در آن حضور یابند و بدین ترتیب امنیت آنها در آنجا تأمین گردد. پارک‌های بانوان از جمله فضاهای شهری جنسیتی‌ای هستند که به این منظور ساخته شده‌اند: فضایی زنانه به منظور خلق فضاهای امن و دور از دسترس مردان. نتایج با اهداف تأسیس این‌گونه فضاها غالباً همسو نبوده‌اند. به این معنی که این فضاها به جای ایجاد فضاهایی امن، بیشتر فضاهایی جهت حضور زنان بدون حجاب اسلامی در ساعاتی از روز بوده‌اند.
پارک‌های بانوان در بعضی از شهرهای ایران ایجاد شده‌است که به مردان اجازه ورود داده نمی‌شود مثل بوستان بهشت مادران در تهران. حصارهای بلندی این پارک‌ها را احاطه کرده تا هیچ مردی از هیچ‌کجای شهر نتواند آن‌ها را ببیند.

### راهپیمایی
در همه‌پرسی ۱۲ فروردین ۱۳۵۸ صف رای‌دهندگان زن و مرد از هم جدا بود.

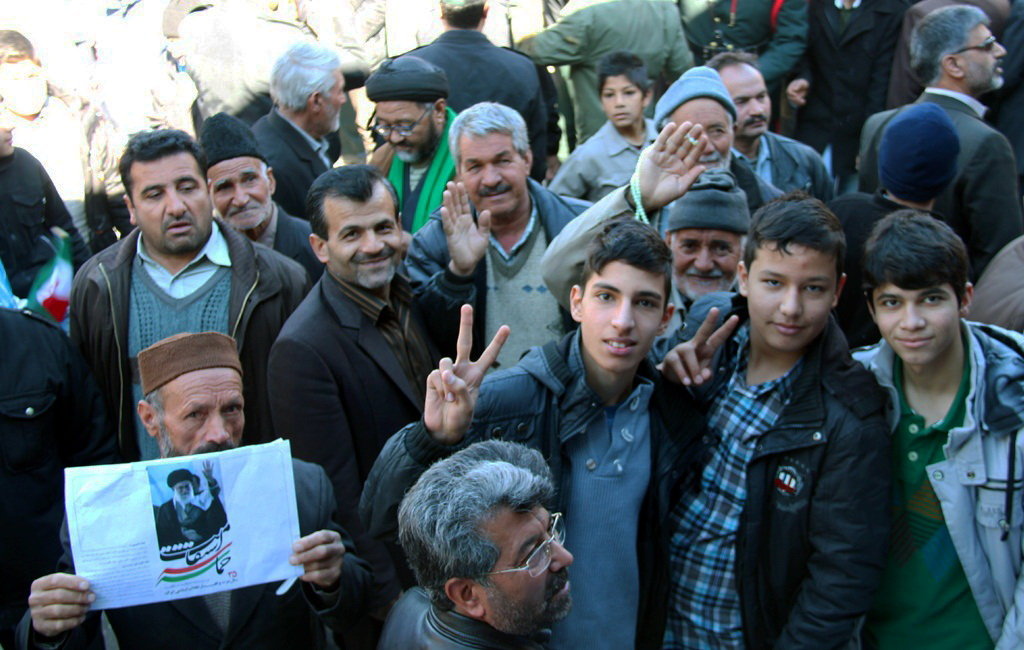
راهپیمایی در نیشابور (مردان و پسران)

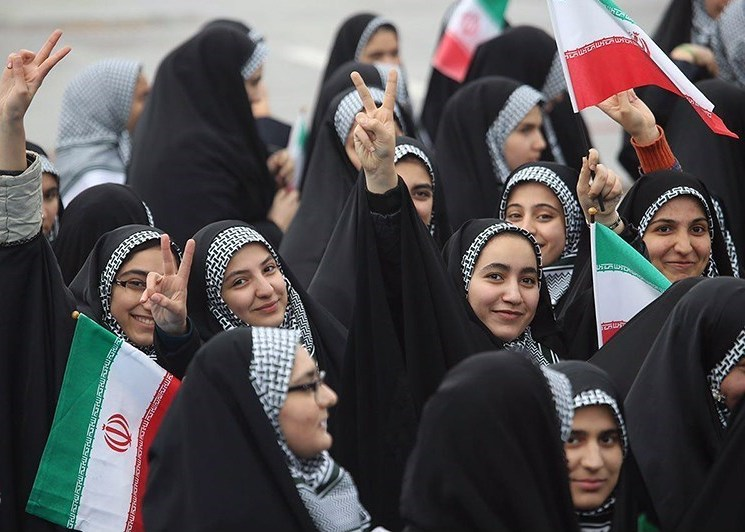
راهپیمایی در تهران (دختران)

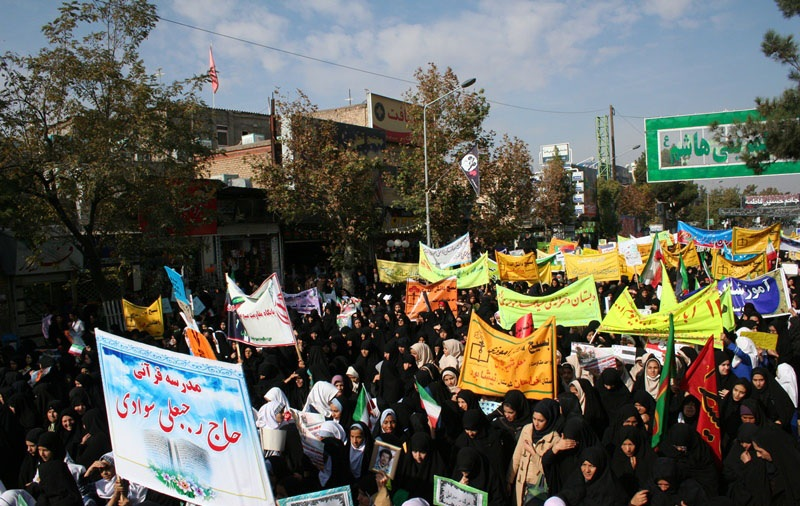
راهپیمایی ۱۳ آبان (دختران)

### صف نانوایی و سایر صف‌ها
در دهه ۶۰ دیدن جمعیتی که گاه در یک صف و گاه به تفکیک جنسیت در ۲ صف جداگانه اما با مقصدی واحد، ردیف شده بودند، به تصویری عادی و روزمره بدل شده بود. صف‌های نانوایی، اتوبوس، مترو، نذری، … معمولاً صف‌های تفکیک جنسیتی‌شده بوده‌اند.

### برخورد پلیس با پسران و اختلاط
در سال ۱۳۹۰ اسماعیل احمدی‌مقدم با رد دخالت پلیس در رابطه دختر با پسر اظهار داشت: در ارتباط دختر و پسر دخالت نمی‌کنیم و از سایتی که خبر کذب فعالیت گشت نسبت را منتشر کرده بود شکایت کردیم. ولی شواهد چیز دیگری را نشان می‌دهد مثل برخورد با دختر و پسرهایی که با هم نسبتی ندارند در رستوران. در سال ۱۳۹۳ احمدی مقدم تأکید کرد: «تفکیک جنسیتی سیاست ما نیست، اما وقتی در باغی زن و مردی به‌صورت مختلط می‌رقصند، پلیس ورود می‌کند؛ زیرا صاحب باغ تعهد داده‌است که در مکان عمومی اختلاط نباشد.»
- کمی بعد از صدور دستور دادگستری اصفهان برای برخورد با تورهای مختلط «کویر مرنجاب» در آذرماه ۱۳۹۴، اتوبوسی با ۳۲ گردشگر که بیشتر آن‌ها خانواده و متأهل بودند از تهران راهی اصفهان شد، قرار بود تور دو روزه‌ای در کویر ورزنه اجرا شود. در پلیس راه نایین وقتی راننده برای کنترل مدارک به پاسگاه مراجعه کرد، پلیس به آن اتوبوس و مسافران‌اش اجازه ورود به شهر را نداد و آن‌ها را به اتهام «اختلاط» متوقف کرد.[۱۰۴][۱۰۵]
- در سال ۱۳۹۱ مأموران پلیس امنیت اخلاقی خراسان رضوی ۴۵ دختر و پسر که در قالب تور مختلط کوهنوردی قصد سفر به ارتفاعات اطراف مشهد را داشتند، دستگیر کردند. مأموران پلیس امنیت اخلاقی در همان آغاز راه و زمانی که اتوبوس حامل اعضای این تور قصد عزیمت به منطقه مورد نظر را داشت، اتوبوس را متوقف کردند و ۲۴ پسر و ۲۱ دختر را که با یکدیگر هیچ نسبت خانوادگی نداشتند دستگیر کردند. سرهنگ نجاریان اضافه کرد: اعضای این تور از دختر و پسرانی بودند که تبحری در کوهنوردی نداشتند، به علاوه این که اعضای گروه فاقد امکانات کوهنوردی بودند. وی گفت: راهنمای این تور با اخذ مجوز کوهنوردی تعدادی دختر و پسر را ثبت نام کرده بود و قصد داشت به اصطلاح تور کوهنوردی برگزار کند.[۱۰۶]
- در سال ۱۳۹۲ مأموران کلانتری در حال انجام وظیفه در اطراف یک دبیرستان دخترانه در شهرک سجادیه بودند که دو پسر جوان را دستگیر کردند. این دو پسر با یک موتور سیکلت به هنگام تعطیلی دختران آنان را با اسلحه‌ای که با آب تغذیه می‌شود، خیس می‌کردند و از این کار لذت می‌بردند؛ لذا با توجه به حساسیت موضوع مأموران واحد گشت سریعاً وارد عمل شده و با یک تعقیب و گریز دو جوان را که ناصر و هوشنگ نام داشتند دستگیر و دستبند بر دست به کلانتری انتقال دادند.[۱۰۷]
- مأموران پلیس ۲۵ دختر و پسر جوان که در یک پیتزا فروشی در حال رقص و پایکوبی بودند دستگیر کردند. مأموران پلیس پس از هماهنگی با مقامات قضایی وارد پیتزافروشی شدند با ۲۵ دختر و پسر روبرو شدند و همه افراد حاضر در این مهمانی را دستگیر کردند.[۱۰۸]
- در سال ۱۳۹۳ دختری به نام عاطفه به خاطر حضور در خیابان به همراه یک پسر به وسیله مأموران منکرات شهرستان کنگاور بازداشت شد و پس از آن که موضوع بازداشت به پدر وی اطلاع داده شد، پدر پس از تحویل گرفتن دختر از پلیس او را به قتل رساند.[۱۰۹]
- در سال ۱۳۹۵ پلیس ۱۵ دختر و پسر با میانگین سنی ۲۵ تا ۳۵ سال را که با هم بدون داشتن نسبت خانوادگی در باغ‌ویلایی در شهرستان پردیس حضور داشتند دستگیر کرد. دادستان عمومی و انقلاب شهرستان پردیس ادعا کرد این‌گونه افراد مرتکب جرائم منافی عفت، روابط نامشروع، شرب خمر و… می‌شوند که در این پرونده تعدادی از دستگیرشدگان مبادرت به شرب خمر و برقراری روابط نامشروع کرده‌اند و باید مجازات شوند.[۱۱۰]
- در جشن‌های یلدای سال ۱۳۹۶ پلیس ۲۳۰ دختر و پسر را در دو پارتی مختلط در شهر تهران دستگیر کرد. پلیس این افراد را در دو عملیات جداگانه دستگیر کرد، در یکی از مهمانی‌ها تعداد ۱۴۰ دختر و پسر در باغی به صورت مختلط در حال پایکوبی بودند و مهمانی دیگر نیز در منزلی در فرمانیه بود که تعداد ۹۰ نفر در آن دستگیر شدند. بعضی از افراد حاضر در این مهمانی با به اشتراک گذاشتن تصاویر خود به صورت زنده در اینستاگرام دیگران را به شرکت در محل دعوت می‌کردند. پلیس ادعا کرد مقادیری مشروبات الکلی و مواد روان‌گردان نیز در محل برگزاری این دو مهمانی کشف کرده‌است.[۱۱۱][۱۱۲]
- در سال ۱۳۹۸ در ساری ۵۲ نفر را که عموماً دختران و پسران جوان بودند در یک پارتی مختلط دستگیر کردند.[۱۱۳][۱۱۴] همچنین در یک مورد در گیلان ۳۰ دختر و پسر جوان در یک جشن دستگیر و به مقامات قضایی معرفی شدند[۱۱۵]

### رویدادهای ورزشی
حسین فکری که از نخستین مسئولان تفکیک جنسیتی در ورزش بود گفته بود: «ما به ورزش بانوان بیشتر از گذشته توجه خواهیم کرد، اما زن را وسیله قرار نخواهیم داد. ما هر کجا زنها ورزش کنند آن را از تیررس نگاه مردها دور نگاه خواهیم داشت. حتی دور زمین تنیس حصار خواهیم کشید.»
به مردان ایرانی اجازه تماشای مسابقات ورزشی بانوان اعم از فوتبال، فوتسال، والیبال، شنا، … داده نمی‌شود. در سال ۱۳۹۶ در مسابقات آسیایی کبدی بانوان در گرگان مربی تیم تایلند یک مرد بود، سامپراچ فونچونام مجبور شد روسری سر کند، تا به عنوان یک خانم وارد سالن مسابقات شود زیرا ورود به این مسابقات آسیایی تنها محدود به خانم‌ها بود. این کار سامپراچ فونچونام با جنجال رسانه‌ای بسیاری در ایران همراه بود. همچنین به زنان ایرانی اجازه حضور در استادیوم برای تماشای بازی فوتبال مردان داده نمی‌شود.
در سال ۱۳۹۵ پس از اینکه فدراسیون جهانی فوتبال هفت نفره اعلام کرد قرار است رقابت‌های این ورزش به صورت مختلط و با حضور بازیکنان زن و مرد در کنار هم در یک تیم برگزار شود معاون فنی کمیته پارالمپیک ایران اعلام کرد این یک تصمیم ناپخته است و شخصاً در اعتراض به این تصمیم به فدراسیون نامه نوشته‌است.
یکی از اهداف اصلی انقلاب ۱۳۵۷ جدا کردن زن و مرد در تمام جنبه‌های زندگی‌شان و کم کردن تماس فیزیکی بینشان بود. قوانین سختگیرانه اسلامی ایران اجازه تماس فیزیکی افراد غیرخویشاوند از جنس مخالف را نمی‌دهد. در سال ۱۳۹۸ جواد مهرگان مربی والیبال برای شریک شدن شادی پس از گل و دست دادن با سایر اعضای کادر فنی به جای دست، تخته را به سوی آنان دراز کرد و کلیپ این کار او به‌طور گسترده منتشر شد. خبر این اتفاق حتی در رسانه‌های مشهور جهان چون دیلی‌میل منتشر شد.
نعمت احمدی حقوقدان در مصاحبه با خبرگزاری آنا در سال ۹۴ در مورد ورود زنان به ورزشگاه گفت ما نه نص صریح قانونی بر ممنوعیت ورود زنان به ورزشگاه‌ها داریم و نه از نظر چارت سازمانی حقوقی نیازی به این داریم که به جنسیت خاصی بگویم که آیا به مکانی برود یا نرود زیرا این جزو حقوق اولیه افراد جامعه است. ایشان در مورد ورود مردان به ورزشگاه در هنگام بازی زنان نظری ندادند.

### مساجد و زیارتگاه‌ها
در مساجد و هیئت‌های عزاداری تفکیک جنسیتی وجود دارد. یکی از برنامه‌های اسلام، تفکیک جنسیتی در محافل عمومی مانند مدرسه، مراسم، مساجد و… است.

### گورستان
تفکیک جنسیتی در ایران به حدی شدید بوده‌است که حتی در گورستان نیز در بسیاری از موارد تفکیک جنسیتی انجام می‌شده‌است و برای برگزاری مراسم فرد فوت کرده، مراسم به صورت دو مجلس جداگانه زنانه و مردانه برگزار می‌شده‌است.
گورستان ظهیرالدوله یک گورستان قدیمی در شمال تهران است و متولی خاصی ندارد و مشخص نیست ضوابط مدیریت آن چیست. در سال ۲۰۱۷ بازدیدکنندگان این گورستان تفکیک جنسیتی شدند و برای بازدید زمان تعیین شد. جداسازی جنسیتی این گورستان احتمالاً به دلیل نگرانی از حضور پسران و دختران جوان در این مکان صورت گرفته‌است.

### پیست اسکی
حسین ساجدی‌نیا در زمانی که فرمانده انتظامی تهران بزرگ بود گفت مأموران پلیس از هر گونه بی‌ادبی اسکی‌بازان ممانعت به عمل خواهند آورد. وظیفه پلیس اسکی افزایش تفکیک بین زنان و مردان اسکی‌باز است.

### استخر
به دستور کمیته انقلاب و با هدف پیشگیری از اختلاط زن و مرد، استخر شنای باشگاه آرارات که متعلق به ارامنه ایرانی بود تعطیل شد.

### خوابگاه‌ها
خوابگاه‌ها به صورت تفکیک شده دخترانه و پسرانه هستند. در بعضی جاها، یک نوع دیگر خوابگاه به نام خوابگاه متاهلین نیز وجود دارد. به عنوان مثال بر اساس آمار تفکیکی خوابگاه‌های مجردی دخترانه و پسرانه دانشگاه‌های علوم پزشکی، ۱۱۹ خوابگاه ملکی مربوط به پسران و ۱۷۴ خوابگاه ملکی مربوط به دختران و ۲۳ خوابگاه ملکی مربوط به دانشجویان متأهل است. خوابگاه دخترانه دانشگاه الزهرا (س) بزرگ‌ترین دانشگاه تک جنسیتی در کشور در سال ۱۳۹۶ با ظرفیت اسکان ۱۷۰۰ نفر تأسیس شده‌است.

### گشت نسبت
در سال ۱۳۹۷ کلیپی از یک گزارش خبری تلویزیونی از مشهد منتشر شد که در آن از اجرای یک طرح سختگیرانه با معیارهای دهه ۶۰ و ۷۰ خبر می‌داد. در این کلیپ که مشخص است از یک برنامه رسمی تلویزیون خراسان انتخاب شده یک سرهنگ پلیس راننده‌ای را پیاده کرده و در مورد حجاب خانم همراه او تذکر می‌دهد. سپس در ادامه فیلم اعلام می‌شود که دو سرنشین نسبتی با هم ندارند. سپس تصاویری از یک چهره دیگر که احتمالاً یک مقام قضایی است که او هم بر پرسش دربارهٔ نسبت سرنشینان خودروها تأکید می‌کند و در دیالوگ با خبرنگار صدا و سیما می‌گوید که حتی اگر والدین سرنشینان هم از معاشرت خبردار باشند باز هم دلیل کافی نیست و باید زن و مرد داخل اتومبیل نسبت به هم به لحاظ شرعی و قانونی محرم باشند و به غیر از این زن و مرد مرتکب یک عمل مجرمانه شده‌اند.
پس از انتشار این کلیپ اظهارات زیادی در فضای مجازی بیان شد، کاربران فضای مجازی معتقد بودند بعد از گشت ارشاد، گشت نسبت برای کنترل عبور و مرور و رفت‌وآمد دختران و پسرانی که با هم در انظار عمومی ظاهر می‌شوند، ساخته شده و اجازه دارد که از آن‌ها نسبتشان را بپرسد. به دنبال این ماجرا بهروز بنیادی نماینده کاشمر دربارهٔ گشت نسبت گفت: نمی‌دانم واقعاً در مشهد یا شهرهای خراسان رضوی نیروی انتظامی روی به اجرای این طرح آورده یا نه؟ لازم است بشخصه از فرمانده پلیس خراسان رضوی این موضوع را سؤال کنم.

### هتل
در هتل‌های ایران اگر کسانی بخواهند بروند و زن و شوهر نباشند، هتل به آن‌ها اتاق نمی‌دهد در حالیکه طبق قانون هتل اجازه چنین کاری ندارد. به همین دلیل بارها پیش آمده که یک زن و مرد بدون اینکه با هم نسبت داشته باشند، جداگانه اتاق رزرو کرده‌اند، اما به اتاق همدیگر تردد داشته‌اند.

### درکوب
تفکیک جنسیتی جزو رخنه‌ناپذیر افکار ایرانیان و درکوبها جزء جدایی ناپذیر دربهای خانه‌های ایرانیان بود و امروزه این درکوب‌ها در بسیاری از شهرها و روستاهای قدیمی ایران یافت می‌شود. وجه مشترک همه خانه‌ها، دو درکوب (دق‌الباب) بود؛ یکی برای آقایان و یکی برای بانوان. علت این کار این بود که صاحبخانه بتواند تشخیص بدهد که چه کسی بر در خانه است و از این جهت کسی که برای گشودن در به روی مهمان می‌رفت، زن خانه باشد یا مرد خانه. درکوب راست که بزرگتر بود و صدای بم تری داشت برای مردان بود و درکوب چپ که صدای آن کمتر بود، برای بانوان بود. کوبه‌هایی که در لنگه سمت راست نصب می‌شدند، به شکل سر شیر، مشت گره کرده یا اشکالی از این قبیل بودند و به نسبت کوبه‌های سمت چپ سنگین تر، وقتی مردی بر خانه‌ای مهمان می‌شد این کوبه را می‌کوفت تا اهالی خانه بدانند که یک مرد پشت در ایستاده‌است و به همین دلیل آقای خانه به استقبال او می‌رفت. کوبه‌های مردانه معمولاً به نام درکو شناخته می‌شدند. درکوب‌های فلزی برای این بود که اهالی خانه از صدای آن‌ها بفهمند که آیا مراجعه کننده مرد است یا زن. این آگاهی از این نظر مهم بود که اهالی خانه برای بازکردن در، حدود حجاب خود را می‌توانستند تنظیم کنند یا اینکه طبق رسم، مرد یا پسربچه‌ای را برای بازکردن در به دنبال صدای درکوب مردانه بفرستند.

### فروشندگان بوتیک زنانه
با وجود اینکه از نظر بسیاری از مراجع تقلید از جمله مکارم شیرازی فروش لباس زنانه توسط مردان اشکالی ندارد اما بسیاری از مردم و مسئولان مخالف هستند.
در سال ۱۳۹۵ خبرگزاری دانشجو در واکنش به آزاد شدن ورود مردان به بوتیک‌های زنانه اینگونه گزارش می‌کند: روش جذب جدیدی که به عنوان الگو در این گونه پاساژها مورد استفاده قرار گرفته‌است پس از نمونه موفق فروش لوازم آرایش و پس از آن، فروش لباس‌های مجلسی و نیمه عریان زنانه توسط مردان است، فروش لباس توسط جنس مخالف است. در بسیاری از مغازه‌ها، لباس‌های مردانه توسط زنان و لباس‌های زنانه توسط مردان به فروش می‌رسد و در برخی از مغازه‌ها نیز از دو جنس استفاده می‌شود تا مشتری حق انتخاب فروشنده را داشته باشد. این قبح‌شکنی به سرعت در ابعاد طولی و عرضی در حال رشد است و در اقدامی جدید و شاید در نوع خود بی‌سابقه که در سایه عدم وجود قوانین و ضوابط، در سکوت مسئولان و در کمال حیرت مشتریان در حال وقوع است در خصوص لباس زیر توسط جنس مخالف است که حتی در برخی موارد، با وجودی که در مقابل مغازه پرده نصب شده و بر روی آن نوشته شده که ورود آقایان ممنوع است، فروشنده یک مرد است. در سال ۱۳۹۷ خبرگزاری دانا با اشاره به استفاده از فروشنده مرد در لباس‌فروشی‌های زنانه می‌نویسد: این قبح‌شکنی به سرعت در ابعاد طولی و عرضی در حال رشد است. این روزها در پی غفلت و خواب زمستانی مسئولان فرهنگی شاهد فروش البسه زنانه توسط مردان هستیم؛ اگر چه ورودی مغازه یک پرده نخ نما آویزان است و روی آن با برگه آچار نوشته شده «ورود مردان ممنوع» اما حضور مرد غریبه در آن سوی مغازه پشت ویترین جای سؤال دارد.
در سال ۱۳۹۰ سردار عزیزالله رجب‌زاده رئیس پلیس تهران پس از یک جلسه با اصناف در رابطه با تفکیک جنسیتی فروشندگان گفت: از این پس استخدام فروشنده مرد در فروشگاه‌های عرضه‌کننده لباس بانوان ممنوع است و در صورت مشاهده تخلف با مردان به شدت برخورد قانونی می‌شود. اهداف جلسه ما که با روسای اصناف برای امنیت زنان صورت گرفته این بود که به فروشگاه‌ها و صنوف تذکرات لازم داده شود. در جامعه اسلامی علاوه بر زنان همه قشرها جامعه به عفاف پایبندند و این موضوع باید در همه شئون به خوبی تجلی یابد. در این زمینه، ممنوعیت فروش پوشاک زنانه توسط فروشندگان مرد و نظارت بر طراحان و تولیدکنندگان مد و لباس برای جلوگیری از رواج پوشاک نامناسب، از راه‌های مهم برای تقویت و گسترش فرهنگ عفاف و حجاب در جامعه است.

## دهه نود
روابط دختر و پسر در گذشته در بین عموم مردم ایران ناپسند و زشت تلقی می‌گردید اما به مرور زمان این مقوله در جامعه نهادینه شد و روابط دختر و پسر شایع گردید. پدیده معاشرت و دوستی دختر و پسر قبل از ازدواج در بین جوانان به خصوص دانشجویان، یک واقعیت اجتماعی نوظهور است. روابط دختر و پسر در دانشگاه با گذشت زمان و در سال‌های اخیر بیشتر و عمیق‌تر شده‌است. در سال ۱۳۹۷ حسین اکبری استاد علوم اجتماعی دانشگاه فردوسی مشهد بیان کرد در مسئله جنسی در جامعه با تغییراتی مواجه هستیم و می‌بینیم برخی از مسائل در جامعه در حال افزایش است، برای نمونه افزایش مسائلی مانند هم‌خانگی و هم‌باشی‌ها و روابط خارج از خانواده و فرازناشویی و همچنین مواردی مانند مراجعه به سایت‌های غیراخلاقی و… وی افزود با توجه به تابو بودن مسائل جنسی در ایران، هیچ پژوهشی صورت نمی‌گیرد. در وضعیت فعلی تغییرهای اجتماعی جامعه ایران، غیرطبیعی تلقی می‌شوند و پاره‌ای از آن‌ها را تحت عنوان نشانه‌های بحران جنسی در نظر می‌گیرند. در سال ۱۳۹۴ دکتر آذین متخصص پزشکی اجتماعی در مورد بحران جنسی در ایران گفت: در شرایطی که اینقدر تحولات سریع صورت می‌گیرد و ما برنامه‌ریزی نداریم، با خوشبینانه‌ترین حالت هم که به شرایط موجود نگاه کنیم می‌بینیم به سمت بحران پیش می‌رویم. در سال ۱۳۹۸ این متخصص پزشکی اجتماعی با حضور در یک برنامه تلویزیونی به نام زاویه گفت: «بیست سال پیش نیازی به آموزش‌های جنسی نبود، میتونستیم فکر بکنیم این بچه بزرگ شده اصولاً چشم و گوش بسته، آفتاب مهتاب ندیده و ما اینو پاستوریزش کردیم تا ان شالا شب ازدواج تحویل همسرش بدیم. این فرض الان اصلاً قابل تصور دیگه نیست. اگر شما الان برید از پدر و مادرهای بچه‌های دبستانی سؤال کنید که بعضاً اونایی که بچه هاشون از گوشی‌های هوشمند برخوردار هستند تو گوشی‌های اینا چی پیدا می‌کنند اونوقت کاملاً متعجب میشید. هم کیس به کیس این موارد رو ما می‌بینیم هم پژوهش اینو نشون میده که اون فضایی که حتی یک کودک دبستانی ما امروز باهاش به اصطلاح مواجه هستش اصلاً با گذشته قابل مقایسه نیست؛ و ما نمیتونیم فکر بکنیم که هر چه بتونیم اینو چشم و گوش بسته تر بار بیاریم و در این مورد باهاش صحبت نکنیم و هیچ ارتباطی بین والدین و کودک برقرار نشه این بچه آسیب کمتری میبینه.»
علی‌رغم ممانعت‌های فرهنگی و دینی ضد رابطه و نزدیکی با جنس مخالف، شواهد اخیر نشان می‌دهد میانکنش‌ها و رابطه‌های پیش از ازدواج با جنس مخالف در بین جوانان افزایش یافته‌است.
گفته می‌شود که در ساحل دریای خزر هر از چندگاهی مواردی از شنای مختلط مسافران در سواحل دیده می‌شود. در تیر ۹۷ رسول فلاحتی امام جمعه رشت با تأکید بر اینکه اختلاط زن و مرد به ویژه در سواحل در هیچ‌کجای قانون اسلام پسندیده نیست تصریح کرد: ما نمی‌گوییم که مردم به دریا نروند اما خواهران و برادران در اماکن جدا از هم از این محیط استفاده کنند. امام جمعه نور عبدالرحمن باقرزاده، از شنای مختلط برخی مسافران در ساحل انتقاد کرد و گفت معمولاً فصل گردشگری با افزایش ناهنجاری‌ها همراه است و برخی از مسافران هیچ حرمتی برای ارزش‌های منطقه قائل نیستند، گفت: باید برای رفع این مشکلات چاره‌جویی شود.

## اعتراضات
بسیاری از افراد در ایران تفکیک جنسیتی را مفید می‌دانند. به عنوان مثال حسینی دولت‌آبادی در پاسخ به منتقدان تفکیک جنسیتی که می‌گویند باید جایی وجود داشته باشد که دختر و پسر بتوانند رابطه با جنس مخالف را بیاموزند، می‌گوید: «دانشگاه محل تحصیل است و نه محلی برای همسریابی. دانشگاه قرار است محل تزکیه و علم آموزی باشد. نمونه موفق این قضیه را در حوزه‌های علمیه داریم. حتی دانشگاه‌هایی هم که تفکیک جنسیتی داشته‌اند، می‌گویند طرح موفقی بوده.» طرح تفکیک جنسیتی در دانشگاه‌ها تقریباً از اواخر سال ۱۳۸۹ مطرح شد و در همایش مدیران دانشگاه‌ها با حضور وزیر علوم، تحقیقات و فناوری از دانشگاه‌ها درخواست شد با توجه به وضعیت دانشگاه و به فراخور امکانات و توانی که در اختیار دارند، طرح مذکور را اجرا کنند، با این وجود طرح منسجمی ابلاغ نشد که دانشگاه‌ها بتوانند به صورت متمرکز و منسجم دست به چنین اقدامی بزنند.

### سازمان ملل
جدا از هشدارهای همیشگی سازمان ملل، گزارشگر ویژه این سازمان در امور حقوق بشر در ایران عاصمه جهانگیر، با اشاره به تفکیک جنسیتی در ایران گفت مشکلات جدی در ایران همچنان ادامه دارد.

### مردمی
هنگامی‌که قرار بود در دانشگاه شهید چمران اهواز برنامه‌ای به مناسبت شب یلدا برگزار شود، درست یک روز مانده به شروع برنامه و مراسم، به آن‌ها اعلام شد که باید مراسم با تفکیک جنسیتی برگزار شود دانشجویان نیز در واکنش به‌این موضوع، تجمع اعتراضی کردند و برنامه را لغو نمودند.

گروهی دیگر از دانشجویان نیز که در دانشگاه‌های آزاد مشغول به تحصیل بودند با ارسال نامه‌ای اعتراض خود را به این مورد اعلام کردند. بخش‌هایی از نامه:
دانشگاه نه تنها پادگان نیست که حوزه علمیه هم نیست. حال که نتوانسته‌اید دختران را در پستوی خانه نهان کنید، با افکار تاریخ مصرف گذشته خود می‌خواهید حضور نیمی از جمعیت کشور را در دانشگاه‌ها محدود کنید.

### جامعه‌شناسان
سعید معیدفر استاد دانشگاه و جامعه‌شناس در گفتگو با فرارو گفته‌است «سیاست تفکیک جنسیتی، موجب شکل‌گیری لجاجت و واکنش‌های منفی در جامعه می‌شود. اگر با دیدگاهی که سیاست‌گذاران پیشین نسبت به اهداف تفکیک جنسیتی داشتند به جامعه بنگریم، می‌بینیم که جامعه ناهنجارتر شده و اگر پیش از تفکیک، معیارها و خطوطی رعایت می‌شد، حال همان‌ها نیز رعایت نمی‌شود.»
ابراهیم فیاض جامعه‌شناس و انسان‌شناس با بیان اینکه تفکیک جنسیتی توهین به انسانیت است، گفت: این مسئله همجنسگرایی را در دانشگاه‌ها رواج می‌دهد. وی در پاسخ به کسانی که اصرار بر تفکیک جنسیتی دانشگاه‌ها دارند می‌گوید: باید از این افراد پرسید که بعد از این کار چه اتفاقی می‌افتد؟ نتیجه آن همین دبیرستان‌های تک جنسیتی موجود است که هنگام تعطیل شدن دانش آموزان، روابط دختر و پسر به بیرون از دبیرستان کشیده می‌شود و غالباً خودروهای بسیاری در این زمان در اطراف مدارس پراکنده هستند. خانواده‌ها یا نگرانند یا خودشان باید دختر و پسرشان را همراهی کنند.
نیره توکلی جامعه‌شناس به تأثیر منفی تفکیک جنسیتی بر روابط اجتماعی افراد تأکید کرده و گفت: علاوه بر تأثیری که تفکیک جنسیتی بر روی روابط زن و مرد دارد، می‌تواند امکان شناخت هر دو یا چند انسان دیگر را نیز از میان ببرد. در محیط‌های تفکیک‌شده به زنان یا مردان، همواره عکس‌العمل‌هایی آسیب‌زا شکل می‌گیرد و امکان روبرو شدن با واقعیت جنس مخالف از میان می‌رود.
مجید ابهری دکترای روانپزشکی از آمریکا در انتقاد به طرح تفکیک جنسیتی در دانشگاه‌ها در سال ۱۳۹۰ گفت: «تفکیک جنسیتی یکی از این طرح‌هاست که هیچ ثمره مثبتی ندارد، از یک طرف ازدواج دانشجویی و دفاتر ازدواج در دانشگاه راه می‌اندازند و از طرف دیگر اصرار بر تفکیک جنسیتی می‌کنند.»
دکتر افسر افشارنادری جامعه‌شناس، استاد دانشگاه و عضو انجمن جامعه‌شناسی ایران در پاسخ به این سؤال که چرا تاکنون پژوهش مشخصی دربارهٔ طرح تفکیک جنسیتی نشده‌است گفت: پژوهش‌هایی در این‌باره انجام شده، به‌طور کلی نیز در اجرای تفکیک جنسیتی ما نیازمند پژوهش نیستیم، چراکه منشأ بسیاری از آسیب‌ها و مشکلات اجتماعی را باید در تفکیک جنسیتی دید.
نادر فتوره‌چی در سال ۱۳۹۶ در توئیتر خود نوشت: جداسازی همه‌جانبه و سرکوب سازمان یافته میل جنسی، برای عرصه‌های به شدت محدود اجتماع عمومی (رخدادهای فرهنگی-هنری، فستیوال‌ها و جشنواره‌ها و آیین‌ها و …) کارکردی ثانویه پدیدآورده است.
آذر تشکر جامعه‌شناس با اشاره به ایجاد پارک‌های زنانه در تهران گفت: این طرح از سوی شهرداری در حال انجام شدن است و آنها استدلال می‌کنند برای برطرف کردن نیاز زنان است اما در حقیقت آنان با موضع فمینیستی این فضاها را ایجاد کرده‌اند. تشکر معتقد است: وقتی دو جنس با هم ارتباطی نداشته باشند، ارتباط در بیرون قطع می‌شود و آسیب‌های اجتماعی را تشدید می‌کند. وی معتقد است این تفکیک جنسیتی بیشتر شهری است و مدرن می‌باشد، به نوعی لوکس محسوب می‌شود و برای اجرای آن به پول نیاز است. این گفتمان گران است و برای طبقات متوسط به بالا است.
پردیس عامری جامعه‌شناس معتقد است: «طرفداران هر نوع جداسازی، محدودیت و ممنوعیت حضور زنان در عرصه‌های عمومی، با برهم ریختن آرایش اجتماعی از طریق اعمال قدرت، برای از بین بردن فضای انسانی کوشش می‌کنند با اعمال اراده بر مکان‌های عمومی، تغییرات مبتنی بر باور خود در جامعه را شکل دهند. همه اینها در حالی است که زنان امروز دارای مطالبات جدید و جدی هستند. بنا به تبیین‌های معرفت شناختی، رویکرد رهایی‌بخش در مسیر برابری‌های انسانی در سطح جامعه، از تحلیل گزاره‌های مختلف در باب مسئله حضور آزادانه زنان در اماکن عمومی حاصل می‌شود.» او معتقد است: «این باورها [تفکیک جنسیتی] که گویی نهادینه شده‌اند و در میان برخی قشرها زنان هم گاهی طبیعی قلمداد می‌شوند، ریشه در همان تابوها، ترس‌ها یا کلیشه‌های کم توان دانستن زنان دارد. البته که حذف از فضای عمومی پیامدهای حاشیه‌ای شدن را برای گروه‌های مختلف اجتماعی و قشرها مختلف زنان در پی دارد و تحت هر عنوانی حتی به بهانه پارک بانوان که گفته می‌شود امکانات خاص است، در بستر فرهنگی اجتماعی فعلی ما که باید مسیر زیست آزادانه و برابر زنان هموار شود، این اقدامات مردود هستند و سیاست حذفی به حساب می‌آیند.»

### سیاست‌مداران
پروژه جداسازی دختر و پسر در مراکز آموزشی از آغاز انقلاب اسلامی تاکنون فراز و فرودهایی داشته‌است و در یک مورد، اجرای آن در دانشگاه‌ها از سوی سید روح‌الله خمینی متوقف شد اما پس از آن متولیان این پروژه در هر فرصتی سعی در اجرای منویات خود داشته‌اند. نقل شده زمانی که سید روح‌الله خمینی شنید در دانشگاه تهران، یک دیوار پارتیشن مانند در یکی از کلاس‌های درس کشیده‌اند برای اینکه خانم‌ها و آقایان جدا بنشینند به شدت واکنش نشان دادند و گفتند سریع تماس بگیرید که همین امروز، این دیوار را برچینند وگرنه خودم و احمد (فرزند سید روح‌الله خمینی) می‌رویم و این دیوار را برمی‌داریم که این امر نشانگر اهتمام وی‍ژه سید روح‌الله خمینی نسبت به مقابله با تندروی‌ها بود.
محمود احمدی‌نژاد نیز مخالفت اولیه خود را با تفکیک جنسیتی در دانشگاه‌های ایران اعلام کرد و از وزیران علوم و بهداشت خواست سریعاً به این اقدامات سطحی و غیرعالمانه پایان دهند.
اکبر هاشمی رفسنجانی عقیده داشت این سخت‌گیری‌ها نتیجه عکس می‌دهد و اگر آن را رسمی کنیم برای جامعه مخصوصاً در زن‌ها و جوان‌ها حالت فرار درست می‌شود.
حسن روحانی، رئیس‌جمهوری ایران و از نامزدهای دوازدهمین دوره ریاست جمهوری ایران ۱۸ اردیبهشت سال ۱۳۹۶ با اشاره به موضوعات حساسی مانند اعدام و تفکیک جنسیتی، از دو رقیب خود محمد باقر قالیباف و ابراهیم رئیسی بدون نام بردن از آن‌ها انتقاد کرده‌است؛ روحانی در صریح‌ترین مصاحبه خود در خصوص رسانه‌های ایران بر مخالفتش با تفکیک جنسی میان زن و مرد و ایجاد سانسور و فیلتر تأکید کرد و گفت: قول می‌دهم که انقلاب اسلامی را بار دیگر پس از ۸ سال دولت افراطی که حقوق شهروندان در آن نادیده گرفته شد به حالت اعتدال برگردانم. وی گفته‌است مخالف جداسازی زنان و مردان در دانشگاه‌ها و سایر اماکن است.
در سال ۱۳۹۳ علی جنتی وزیر وقت فرهنگ و ارشاد اسلامی دربارهٔ تفکیک جنسیتی در کنسرت‌های موسیقی گفت: مجموعه فرهنگی دولت و کل دولت به هیچ‌عنوان با چنین موضوعی موافق نیست و ما چنین طرحی را اجرا نخواهیم کرد، چراکه آن را برخلاف نظام خانواده می‌دانیم.
محسن رهامی دکترای حقوق و مدرس دانشگاه می‌گوید: واقعاً کسانی که ادعای این مطالب دارند و تفکیک جنسیتی را راه مبارزه با مفاسد اخلاقی می‌دانند آیا تاکنون از نظریه‌های کارشناسانی صاحبنظران که در این حوزه کار کرده‌اند استفاده نموده‌اند؟ و آیا با عدد و رقم ثابت کرده‌اند که تفاوت معناداری میان میزان فساد اخلاقی در محیط‌های دانشگاهی که تفکیک جنسیتی در آن‌ها اعمال شده‌است با دانشگاه‌هایی که کلاس‌های درس آن‌ها به صورت مختلط و با حضور دختران و پسران برگزار می‌شود وجود دارد یا خیر؟
فاطمه جوادی خوجین شهردار خلخال در سال ۱۳۹۶ گفت: من خودم را مجزا از مردان در جامعه نمی‌دانم و تا جایی که شرایط جامعه اجازه دهد معتقدم نباید تفکیک جنسیتی در فضاهای شهری وجود داشته باشد.
محمود گلزاری معاون ساماندهی امور جوانان وزارت ورزش و جوانان، استاد دانشگاه و روان‌شناس در سال ۱۳۹۴ ضمن ابراز نگرانی نسبت به کاهش ازدواج در کشور اعتراف کرد که تفکیک جنسیتی در کاهش امر ازدواج مؤثر است.

## حامیان

### فمینیست‌ها
یکی از پارادوکس‌های مشخص فمینیست‌های رادیکال، که جواب واضحی هم برای آن وجود ندارد، مسئلهٔ تفکیک جنسیتی است. به نظر می‌آید سیاست فمینیستی ایجاب می‌کند در برخورد با مسئلهٔ تفکیک محیطی زن و مرد، موضعی متناقض اتخاذ کند تا بتواند در موقعیت مناسب، از آنچه به نظرش مطلوب می‌آید، استفاده کند.
اگرچه در بعضی نقاط جهان، فمینیسم پساساختارگرا تفکیک جنسیتی را نمی‌پذیرد اما در ایران فمینیست‌های رادیکال ایجاد محیط‌های کاملاً زنانه بدون هیچ‌گونه تماس و ارتباط و اصطکاکی با محیط مردانه؛ به عبارت دیگر، ساختن جهانی زنانه و بدون مرد را در سر می‌پرورانند که مثال‌های آن پارک بانوان، واگن بانوان در مترو، طرح زنانه و مردانه دریا، … است.
عده‌ای از فمینیست‌ها جدا شدن زنان از مردان را به معنی آزاد شدن آنان می‌دانند. اینها در ضمن اغلب مبلغ برتری دنیای «زنانه» در مقابل دنیای «مردان» هستند. جدایی جنسیتی یکی از خطاهای تاکتیکی فمینیسم محسوب می‌شود.
فمینیسم جدایی‌طلب (separatist feminism) یک شکل از فمینیسم رادیکال است. Marilyn Frye نویسنده توصیفی از فمینیسم جدایی‌طلب به صورت زیر دارد: جداسازی شیوه‌ها و ترتیب‌های مختلف از مردان و از نهادها، روابط، نقش‌ها و فعالیت‌هایی که تحت سلطه مذکر است و انجام آن به سود مردان و برای حفظ برتری مردانه است. این جداسازی می‌تواند توسط زنان شروع یا ادامه یابد.
فاطمه راکعی نماینده مجلس که خود را فمینیست معرفی می‌کند می‌گوید دربارهٔ تفکیک جنسیتی، دادن حکم کلی خلاف منطق است. او در پاسخ به سؤالی دربارهٔ تلاش مدیران نهادهایی مثل شهرداری و صدا و سیما برای اجرای تفکیک جنسیتی گفت: تفکیک جنسیتی در میان مسئولان، مخالفان و موافقان بسیاری دارد. برخی بر این عقیده هستند که «جامعه اسلامی نیازش تفکیک جنسیتی است» یا «اینکه تحقیقات نشان داده در برخی موارد تفکیک جنسیتی می‌تواند زمینه بهره‌گیری بالای دانشجویان را فراهم کند، اما به این مسئله باید اقتضایی نگاه کرد».

### زنان
تفکیک جنسیتی با هر موضوعی و در هر مکانی که انجام شود در نگاه اول برای زنان نوعی تبعیض محسوب می‌شود و از همین رو زنان نسبت به آن واکنش‌های متفاوتی نشان می‌دهند. گاهی نسبت به تفکیک جنسیتی، احساس تبعیض منفی می‌کنند و گاهی مقابل این تبعیض احساس مثبت کرده و ابراز خوشحالی و خرسندی می‌کنند و حتی از آن استقبال هم می‌کنند مانند تفکیک در وسایل حمل‌ونقل عمومی مثل مترو و اتوبوس.
طوبی حجازی رئیس کمیسیون فرهنگی اجتماعی شورای اسلامی شهر قم در سال ۱۳۹۳ با بیان اینکه در قم بین کارمندان زن تمایل بسیاری برای جدا کار کردن از همکاران مرد خود وجود دارد، افزود: مسئولان باید به این در خواست کارکنان زن در ادارات توجه کافی داشته باشند.
سحر قریشی بازیگر سینما در یک مصاحبه دربارهٔ حضور زنان در استادیوم برای تماشای بازی فوتبال مردان گفت، از اینکه کنار تعداد زیادی آقا قرار بگیرم منقلب می‌شوم و کاملاً موافقم که اجازه نمی‌دهند خانم‌ها به استادیوم بروند درحالی که تصاویری از حضور سحر قریشی در استادیوم‌های خارج از ایران وجود دارد.

### روحانیون
هنگامی که وزارت علوم قصد داشت دانشگاه‌ها را با کلاس‌های تک‌جنسیتی برگزار کند، این موضوع برای مدتی اجرایی نشد و ناصر مکارم شیرازی از عدم اجرای آن انتقاد کردند و معتقد بودند این موضوع باعث ناامیدی انسان است. ناصر مکارم شیرازی، در ابتدای درس خارج فقه روز چهارشنبه هشتم آذر خود در مسجد اعظم قم، با اشاره به سابقه بحث و موضوع ورود زنان به ورزشگاه‌ها ضمن ابراز مخالفت با این موضوع تأکید کرد که طرح دوباره این مشکل، رفتن راه انحرافی می‌باشد.
حیدری بهترین راه برای ایجاد امنیت اخلاقی در جامعه را ایجاد پارک بانوان می‌داند و معتقد است که بهترین هدیه به بانوان تفکیک جنسیتی است.
آیت الله سبحانی با بیان اینکه تفکیک جنسیتی در دانشگاه‌ها نیاز است، گفت باید در کمال احترام فضاهای جداگانه‌ای برای تحصیل دختران و پسران دانشجو فراهم کرد. چند سال بعد وی بدون اشاره به وضع تفکیک جنسیتی موجود گفت: امروز دخترانی در سن بالا در خانه بخت مانده‌اند و شرایط ازدواج ندارند و در چنین وضعی، طرح حضور آنان در ورزشگاه نه تنها جزء فرائض نیست بلکه جزء مستحبات هم نیست. به جای اینکه برای این کارها طرح بدهند باید فکری برای ازدواج آنان بکنیم.
علیرضا پناهیان گفته‌است: طرح تفکیک جنسیتی در دانشگاه‌های کشور باید به صورت طبیعی اجرا شود، نه اینکه طوری باشد که افکار عمومی نسبت به آن واکنش نشان دهد.
عسگر دیرباز رئیس دانشگاه قم در سال ۱۳۹۴ گفت: مهم‌ترین شاخصه دانشگاه قم تفکیک جنسیتی است.
علوی گرگانی تصریح کرد: وقتی دختران و پسران در جامعه با یکدیگر مختلط باشند پس از تشکیل زندگی به سبب یک مشکل کوچک نیز حاضر به طلاق می‌شوند و منطق‌شان این می‌شود که در جامعه دختران و پسران زیادی هستند.
سید احمد خاتمی در سال ۱۳۹۶ گفت: «اینکه در یک اتاق یک مرد و زن نامحرم با یکدیگر باشند زمینه‌ساز و بستر گناه است، باید زن‌ها و مردها هر کدام در یک مکان مجزا فعالیت کنند. بحث تفکیک جنسیتی در مکانهای کاری یعنی بستر پاکی را فراهم کردن و این‌گونه است که شخصیت بانوی مسلمان با عفاف رشد و تعالی می‌یابد».
محسن قرائتی در سال ۱۳۹۷ در باره حضور دانشجویان دختر و پسر در دانشگاه گفت: «صبح دخترها بیایند و عصر پسرها بیایند. چه می‌شود؟ مگر یک جاهایی که واقعاً استادش نایاب است، اضطرار است. چه اشکالی دارد؟ آن وقت دخترها اگر خودشان باشند، می‌توانند چادرشان را هم بردارند، روسری‌شان را هم بردارند. لباس مشکی هم لازم نیست بپوشند. لباس سفید بپوشند راحت راحت هم باشند. همه خانم هستند دیگر. چه اشکالی دارد؟» وی پیش از این گفته بود خنده‌دار است که در مدارس دختر و پسر را تفکیک کرده‌اند اما در دانشگاه مختلط هستند در حالیکه دانشجو شهوتش گُر می‌کشد.

### سیاست‌مداران
غلامعلی حداد عادل گفت: «من با تفکیک جنسیتی موافقم و باید ادامه یابد و معتقدم همان‌طور که بعد از انقلاب در اتوبوس‌ها تفکیک جنسیتی انجام دادیم می‌توانیم در جاهای دیگر این تفکیک را انجام دهیم. ما در ابتدای انقلاب پس از اینکه این اقدام را در اتوبوس انجام داده‌ایم مشاهده کردیم که درک این موضوع برای مردم سخت بود ولی امروز این اتفاق عادی شده‌است و حتی بدحجاب‌ها نیز هیچ مشکلی با این قضیه ندارند.»
مرضیه وحید دستجردی که در مجلس پنجم نماینده مردم بود از طراحان و طرفداران طرح تفکیک جنسیتی بیمارستان‌های کشور بود که این طرح هیچ‌گاه اجرا نشد. با این حال سال‌ها بعد که به سمت وزیر بهداشت رسید با اشاره به شکست‌خورده بودن طرح تفکیک جنسیتی گفت: اجرای طرح تفکیک جنسیتی در بیمارستان شهید بهشتی قم برای اولین‌بار انجام شد و به صورتی جدی شکست خورد. زهره طبیب‌زاده نوری مشاور رئیس‌جمهوری و رئیس مرکز امور زنان و خانواده در دولت نهم در زمان مراسم افتتاح بیمارستان مهدیه (اولین بیمارستان تک جنسیتی) گفته بود: «ما معتقدیم با توجه به نظام ارزشی و اعتقادی‌مان در این مشاغل، زنان باید حضور تام و تمام داشته باشند و در اینجا اگر تبعیض جنسیتی مثبت برای حضور آن‌ها اعمال شود، پسندیده‌است.»
شهیندخت مولاوردی در دوره معاونت زنانش از احداث پارک‌های بانوان به عنوان یکی از مطالبات اصلی زنان و دختران ایرانی یاد کرده‌است.
سعدالله نصیری قیداری سخنگوی کمیسیون آموزش از موافقان طرح تفکیک جنسیتی در دانشگاه‌ها در سال ۱۳۹۰ گفت: ما با این کار می‌توانیم به مسیر جدا شدن خانم‌ها و آقایان کمک کنیم.
فاطمه آلیا یکی از نمایندگان مجلس ایران اعلام کرد که با طرح مجلس دربارهٔ تفکیک جنسیتی در دانشگاه‌های ایران مخالف است و به اعتقاد ایشان در عرصه اجتماعی هرگونه تفکیک مانعی برای پیشبرد و رشد جامعه است. با این حال به گزارش تسنیم در سال ۱۳۹۲ وی گفته‌است: اگر زنان دارای مترو و اتوبوس‌های مخصوص بوده و امکانات در این زمینه فراهم شود بسیار مناسب است، وی همچنین گفته‌است: جداسازی زنان از مردان بدون در نظر گرفتن کرامت و شخصیت آنها مؤثر نخواهد بود بنابراین باید تمام بسترها برای این امر ایجاد شود. در همین رابطه وی گفته‌است: با گسترش تاکسی بانوان مسافران زن از امنیت اجتماعی و اخلاقی برخوردار بوده و آسایشی به دست می‌آورند همچنین باید بگویم در کشور ژاپن حمل و نقل عمومی زنان از بقیه جدا بوده که این امر آسایشی را برای آنها به دنبال داشته‌است و همه از آن استقبال کرده‌اند.
روزنامه ۱۹ دی نوشت علی مطهری ضمن ارسال نامه‌ای به شهردار تهران محمدباقر قالیباف ضمن دفاع از اجرای طرح تکریم بانوان در شهرداری تهران از شهردار تهران خواسته‌است تحت تأثیر هجمه سنگینی که به این طرح‌شده‌است قرار نگیرد.